# Mexikói függetlenségi háború
A mexikói függetlenségi háború 1810 és 1821 között zajlott le, ennek eredményeképpen jött létre a Spanyolországtól független Mexikó állam.
1808-ban Napóleon francia seregei megszállták az Ibériai-félszigetet, majd lemondásra kényszerítették és foglyul ejtették IV. Károly spanyol királyt és fiát, VII. Ferdinándot. Ezért Spanyolországban számos franciaellenes junta jött létre, melyek híre nyárra eljutott Új-Spanyolországba is, ahol többen hasonló szervezkedésekbe kezdtek. Francisco Primo de Verdad és társai felvetették, hogy amíg a törvényes uralkodó nem tudja betölteni tisztségét, addig egy, a nép képviseletében tevékenykedő kormányzatot kellene összehívni José de Iturrigaray alkirály vezetésével. Szeptemberben azonban fegyveresek egy csoportja elfogta Iturrigarayt és társait. A következő években több hasonló célú összeesküvést szőttek, például Valladolidban és Querétaróban; itt már felvetődött a függetlenség gondolata is.
A querétarói összeesküvés, ahol fegyveres harc elindítását is tervezték, lelepleződött, ezért Miguel Hidalgo y Costilla idő előtt, 1810. szeptember 16-án kénytelen volt kirobbantani a felkelést. Mivel a vidéki lakosság legnagyobb része szegénységben élt és elnyomva érezte magát, rövid idő alatt hatalmas tömegek csatlakoztak a függetlenségi harchoz, igaz, katonailag többnyire képzetlenek voltak és fegyverzetük is hiányos volt. Az elkövetkezendő öt évben a felkelők váltakozó sikerrel csaták sorozatát vívták a spanyol hadsereg ellen. Hidalgót 1811-ben elfogták és kivégezték, így a mozgalom legfőbb vezérévé José María Morelos vált, aki főként a déli területeken folytatott hadjáratokat. Összehívta az anáhuaci kongresszust, a függetlenségi harcosok kormányát, ahol kiadták első alkotmányukat, az apatzingáni alkotmányt is. Morelost 1815-ben fogták el és végezték ki.
1816-ra a függetlenségért harcoló csapatok megfogyatkoztak és nagy formátumú vezető nélkül maradtak, ezért gerillaháborúba kezdtek. 1817-ben a spanyol Francisco Xavier Mina segítségükre érkezett ugyan Európából egy kisebb sereggel, de a harcnak ő sem tudott új lendületet adni. Juan Ruiz de Apodaca alkirály ráadásul amnesztiát ajánlott a felkelőknek, ha abbahagyják a harcot, emiatt is jelentősen meggyengült a függetlenségi mozgalom.
1820-ban azonban fordulat állt be a spanyol politikában: Rafael de Riego mozgalma nyomán visszaállították az antiabszolutista, szabadelvű cádizi alkotmányt. Mivel ez sértette az egyház és az új-spanyolországi arisztokrácia érdekeit is, Mexikóvárosban titkos mozgalom szerveződött, amelynek célja az alkotmány új-spanyolországi életbe lépésének megakadályozása volt, akár a Spanyolországtól való függetlenedés árán is. A La Profesa-i összeesküvés résztvevői Agustín de Iturbidét kérték fel, kezdje meg harcát a déli hegyekben megbúvó, az alkotmányt is támogató maradék felkelők ellen. Mivel katonailag nem tudta legyőzni őket, tárgyalásos úton meggyőzte Vicente Guerrerót, hogy egyesítsék erőiket és közösen vívják ki a függetlenséget, igaz, nem az eredetileg tervezett formában, hanem alkotmányos monarchiaként. Így született meg 1821 elején az Iguala-terv és a Három Garancia Hadserege, majd nyáron a córdobai egyezmény. A hadsereg ünnepélyesen bevonult a fővárosba, ezzel lezárult a 11 éve tartó háború, és Mexikó elnyerte függetlenségét. Az átmeneti kormány megalakulása után 1822-ben Agustín de Iturbidét császárrá koronázták, de a következő évben a rendszer megbukott és hamarosan kikiáltották a köztársaságot.
Spanyolország eleinte nem ismerte el a córdobai egyezményt, sőt néhány visszahódítási kísérletet is indított Mexikó ellen, amelyek közül a legjelentősebb az 1829-es Isidro Barradas-féle hadjárat volt, de azt Antonio López de Santa Anna és Manuel Mier y Terán csapatai leverték. Végül a spanyolok VII. Ferdinánd halála után, 1836-ban ismerték el hivatalosan Mexikó függetlenségét.

## Előzmények

### Politikai, társadalmi és gazdasági helyzet Új-Spanyolországban
Új-Spanyolország társadalma a 18. század végén és a 19. század elején származási és vagyoni alapon is élesen elkülönülő rétegekre oszlott. Az állam élén a spanyolok által kinevezett alkirály állt. Az 1786-os átalakítás után a terület két fő részre tagolódott: az egyik részt a belső tartományok (provincias internas) alkották, a másikat a 12 intendencia, amelyek partidókra, azok pedig községekre (municipalidades) oszlottak. Vezetőik rendre az intendánsok, az alcalde mayorok és a subdelegadók voltak. A leggazdagabb társadalmi rétegbe a kereskedők, a bányatulajdonosok, a politikai bürokraták, a hadsereg vezetői, a főpapság, a földbirtokosok, az állattenyésztők és az iparosok tartoztak; ők többnyire európai származásúak voltak.
A középosztály a bürokrácia és az egyházi tisztviselők alsóbb rétegeiből és néhány szakma képviselőiből állt, származásukat tekintve legnagyobb részt kreolok tartoztak bele. A legalsóbb (és egyben legnépesebb) osztályokat a kézművesek, napszámosok, peónok, valamint a falusi, speciális munkával nem rendelkező lakosok alkották, akik leginkább különféle indián törzsekhez tartoztak. Elterjedt volt a rabszolgatartás is.
Az egyház, főként jelzálogok és kölcsönök útján, szintén nagy földterületekkel rendelkezett, emellett a tized és más egyházi adók is növelték vagyonát. Teljes befolyással volt az oktatásra és a kórházi ellátásra, ezáltal az emberek mindennapi életére is. Az inkvizíciós törvényszék felügyelte az „ortodox” vallásosságot, és támaszul szolgált az egész koloniális rendszernek. Az egyház tagjai között ugyanúgy megfigyelhető volt a származási és vagyoni különbségek alapján történő rétegződés, mint a társadalom többi részében.
Az ipar nagy mennyiségben állított elő cipőket, kalapokat, kerámiaárukat, sőt, a spanyolok tiltása ellenére az ország több vidékén a textilipar is jelentős fejlődésnek indult. A spanyol politika azonban arra irányult, hogy az amerikai nyersanyagokat megszerezze, saját feldolgozott áruinak pedig felvevőpiacául szánta a tengeren túli területeket.
A központi Real Hacienda, a pénzügyek intézője, számos címen szedett be adókat, például a quinto realt (a bányakincsek után), az alcabalát (forgalmi adó) és a almojarifazgót (vám). Az intendenciák 1786-os létrehozása jelentősen javította az adórendszer hatékonyságát.
Az ország hét legfontosabb útja Mexikóvárosban találkozott. A fővárost összekötötték a kor legjelentősebb városaival: Veracruz és Acapulco kikötőivel, Chihuahuával, San Luis Potosíval, Valladoliddal és Guadalajarával, valamint Guatemala irányába is vezetett egy út. A postakocsijáratok rendszeresek voltak, az arrierók pedig a városok közötti áruszállítást oldották meg, főként állatkaravánok segítségével.

#### Kialakuló válság, éleződő ellentétek
A 18. század második felében a gazdasági fejlődéssel párhuzamosan a vagyoni különbségek egyre nőttek, a 19. század elejére már hatalmas belső feszültségek alakultak ki. A gazdagabb földbirtokosok igyekeztek folyamatosan terjeszkedni, jórészt az őslakos indiánok kárára, a kreolok közül felemelkedő arisztokrata csoportok politikai hatalomra kezdtek vágyni, születőben volt a kapitalizmus, ám a régi rendszerhez ragaszkodó vezetők ellenálltak az újító folyamatoknak. Súlyosbította a helyzetet a mezőgazdaság egy-egy évi visszaesése és az e miatti éhínségek.

### Politikai helyzet Spanyolországban
A 19. század elejére Spanyolország társadalma is megosztottá vált. Egyes csoportok ragaszkodtak a régi rendszerhez és az egyház befolyásának megtartásához, míg mások a francia forradalom szabadelvű eszméit dicsőítették.
1808 februárjában Napóleon a Portugáliát megszállva tartó spanyol–francia csapatok megerősítése ürügyén (az 1807-ben kötött fontainebleau-i szerződés értelmében) nagyszámú francia katonát küldött először Észak-Spanyolországba, majd az ország többi részébe is. Március közepén azonban Madrid mellett kitört az aranjuezi felkelés, melynek közvetlen következményeként a Bourbon-házhoz tartozó IV. Károly spanyol király lemondásra kényszerült fia, Ferdinánd javára. Napóleon ezért összehívta a spanyol királyi családot Bayonne-ba, ahol május 6-án Ferdinánd visszaadta a koronát Károlynak, aki viszont egy nappal korábban már megegyezett Napóleonnal, hogy jogait rá ruházza. Napóleon viszont bátyját, Joseph Bonapartét ültette a spanyol trónra, Károlyt és Ferdinándot pedig fogságba vetette.
Májustól kezdve az ország városaiban sorra szerveződtek a helyi önkormányzatok szerepét átvevő franciaellenes junták, majd szeptemberben Madridban megalakult az ezeket összefogó Junta Central Suprema (Legfelsőbb Központi Junta) is. Mindezek folyományaként az elkövetkezendő években Spanyolország a franciák elleni harccal, az általuk függetlenségi háborúnak nevezett félszigeti háborúval volt elfoglalva, többek között ezért vált lehetővé, hogy az amerikai területeken megerősödhessenek a spanyolellenes mozgalmak.

### Összeesküvések Új-Spanyolországban

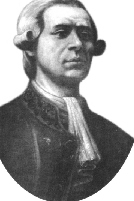
Francisco Primo de Verdad

Az európai események híre Új-Spanyolországba csak néhány hónapos késéssel jutott el: Károly első (márciusi) lemondása csak június 8-án vált ismertté, Joseph Bonaparte hatalomátvétele pedig újabb egy hónap elteltével. A helyiek többnyire támogatták a franciaellenes harcot, hűségesek voltak VII. Ferdinándhoz, de amikor hírt kaptak a juntákról, többen saját hasonló szervezkedésekbe kezdtek.
A kreol értelmiség egy része, élükön Juan Francisco Azcárate y Lezamával és Francisco Primo de Verdad y Ramosszal, úgy vélte, a bayonne-i lemondások törvénytelenek, királyt csak a nép választhat saját maga számára. Ezért július 19-én a mexikóvárosi városvezetők gyűlésén, José de Iturrigaray alkirály jelenlétében felolvasták a Representación című írást, amelyben azt követelték, hogy amíg a törvényes uralkodók fogságban vannak, addig Új-Spanyolországban a hatalmat egy, a nép képviseletében tevékenykedő kormányzat vegye át Iturrigaray alkirály irányítása alatt.
Bonyolította a helyzetet, hogy időközben megérkeztek a hírek a Napóleon elleni felkelésről és a kormányzati junták létrejöttéről, amelyek közül kettő, a sevillai és az oviedói is azt szorgalmazta, Új-Spanyolország ismerje el, hogy ezek a junták a hatalom törvényes képviselői. Augusztus 9-én újabb gyűlés ült össze Mexikóvárosban az alkirály részvételével, ahol egyrészt kimondták, hogy nem vetik alá magukat egyetlen spanyolországi juntának sem, másrészt megfogalmazták ugyanazokat a törekvéseket, mint júliusban, de annak ellenére, hogy függetlenségről egyelőre szó sem esett, az európai spanyol hatalom hallani sem akart ezekről a célokról, az inkvizíció még be is tiltotta az olyan írások olvasását, amelyek hasonló követeléseket tettek: Bernardo del Prado y Ovejero inkvizítor például egyenesen eretnekségnek nevezte a szuverenitás megfogalmazását.
Az alkirály hamarosan a fontosabb új-spanyolországi városok vezetőinek leveleket küldött, melyben azt szorgalmazta, küldjenek egy-egy képviselőt a fővárosba, ezért a madridi hatalmat támogató, Iturrigaray tevékenységét már addig is gyanúsnak találó erők radikálisabb intézkedésekre kényszerültek. Szeptember 6-án nyomatékosan felszólították az alkirályt, hogy ne hívja össze a tervezett kormányzati juntát, ezért másnap Iturrigaray a fővárosba rendelt két hozzá hű katonai sereget: az új-galiciai dragonyosokat és a celayai gyalogságot.
Szeptember 15-éről 16-ára virradó éjjel Gabriel de Yermónak, az alkriály régi ellenségének vezetésével egy csapat fegyveres azonban megtámadta az alkirályi palotát és foglyul ejtette Iturrigarayt, annak családját, Azcáratét, Primo de Verdadot és Melchor de Talamantes atyát, a spanyol Real Audiencia pedig néhány óra múlva új alkirálynak Pedro de Garibayt nevezte ki. Primo de Verdad néhány hónap múlva a börtönben máig tisztázatlan körülmények között elhunyt.
Mindez azonban csak olaj volt a tűzre. Egyre több titkos csoportosulás kezdett működni a korábbi szervezkedésekhez hasonló célokkal, főként Mexikóváros környékén és a mai Querétaro, Guanajuato és Michoacán államok területén. Tagságukat többnyire jó körülmények között élő kreolok alkották, tevékenységüket irodalmi és művészeti célú gyűléseknek álcázták és egymástól elszigetelten próbáltak működni, hogy ha egyik-másik lebukik, ne veszélyeztethesse a többit.

#### A valladolidi összeesküvés
1809 szeptemberében Valladolid (ma Morelia) városában is létrejött egy ilyen összeesküvés, José Mariano Michelena, José María García Obeso és Vicente de Santa María atya vezetésével. Céljuk szintén egy spanyoloktól független kormányzat létrehozása volt. Néhány gyűlésükön az akkor már hadnagy rangú katona, Agustín de Iturbide is részt vett, de nem értett egyet a függetlenség tervével, ezért – néhány történész Mariano Michelena későbbi tanúvallomására alapozott következtetése szerint – elárulta az összeesküvést. Közvetlen bizonyíték azonban nincs arra, hogy tényleg ő volt az áruló, de az biztos, hogy december 21-én az összeesküvés lelepleződött, több résztvevőt börtönbe zártak.

#### A querétarói összeesküvés
1810-ben Michelena egyik barátjának, Miguel Domíngueznek, Querétaro corregidorjának (városvezetőjének) főszereplésével hasonló összeesküvés kezdődött. A gyűléseket zenés irodalmi esteknek álcázták, a résztvevőket az Academia Literaria (irodalmi akadémia) nevű társaság tagjainak vagy Los Apatistasnak (közönyösök) nevezték, mivel úgy tüntették fel magukat, mint akik mindennel szemben közönyösek, ami nem a művészettel kapcsolatos.

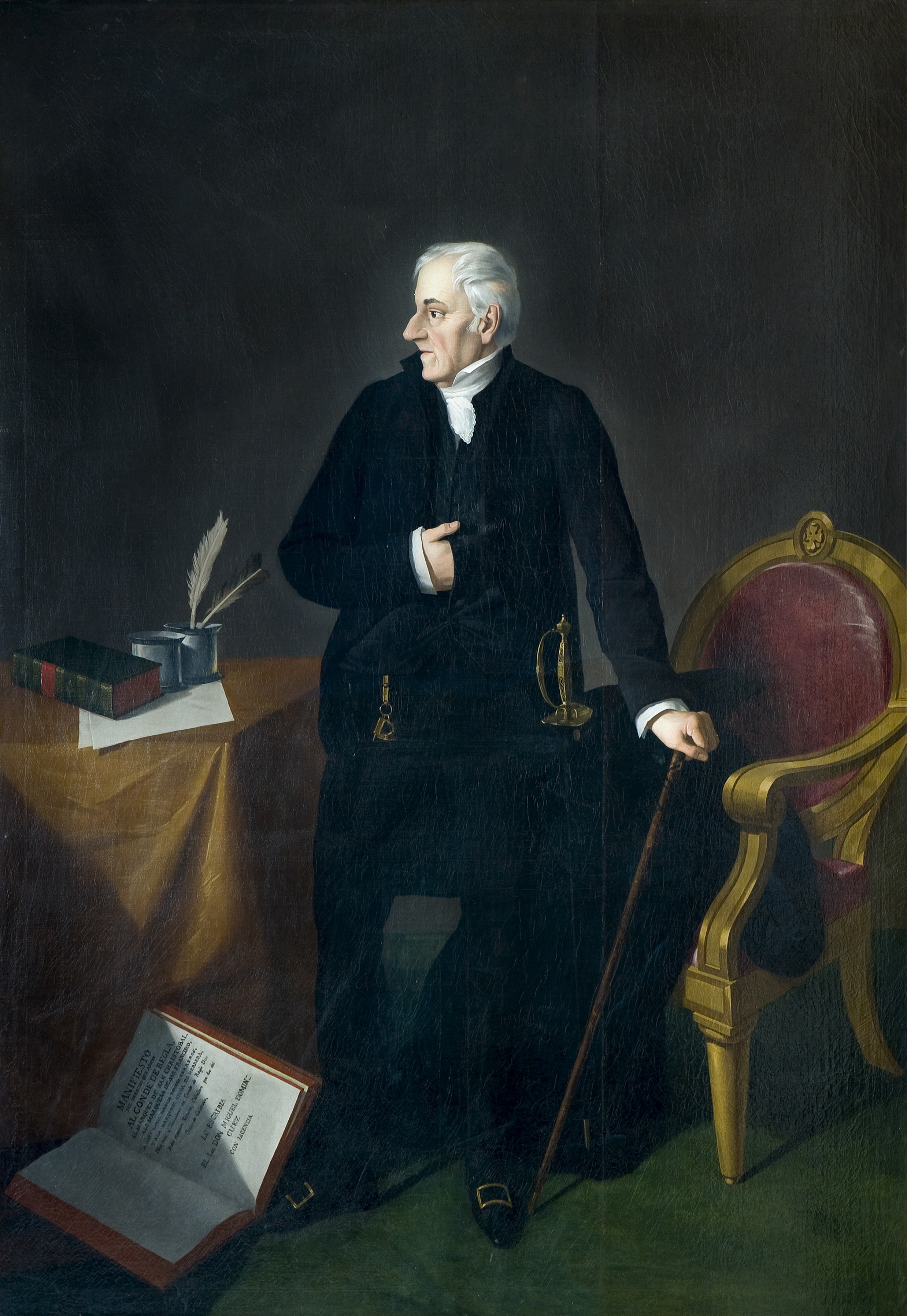
Miguel Domínguez, Querétaro városvezetője, az összeesküvés tagja

A rendszeres résztvevők Domínguez mellett felesége, Josefa Ortiz de Domínguez, Pedro Antonio de Septién Montero y Austri, de Rayas márki és José María Sánchez presbiter voltak, a gyűléseket többnyire Sánchez Descanso utca 14. (ma Pasteur utca 40.) alatt álló házában tartották. Az összeesküvés résztvevőinek pontos száma nem ismert, valószínűleg összesen néhány százan voltak, de vannak történészek, akik 400 körülire becsülik ezt a számot. Sánchez háza mellett összesen legalább 14 másik helyszínen is tartottak gyűléseket, két épületben pedig a tervezett harchoz gyűjtöttek fegyvereket és lőszert. A tagok valószínűleg esküt tettek életükre, hogy nem árulják el a szervezkedést.
Bár egyértelmű bizonyíték nincs rá, de a jelek arra utalnak, a csoport vezetője Miguel Hidalgo csatlakozása előtt Epigmenio González Flores (becenevén „El Colorado”) volt, aki testvérével, Emeterióval együtt anyagilag is támogatta a fegyverek előállítását. Hidalgo, Dolores papja, a valladolidi Colegio de San Nicolás korábbi rektora először augusztusban került kapcsolatba a Epigmenio Gonzálezzel, aki ismertette a terveket egy fegyveres harc kirobbantásáról, majd egy független császárság kikiáltásáról. Hidalgónak először nem minden részlet tetszett, de Ignacio Allende végül meggyőzte, hogy támogassa a mozgalmat.
A felkelés kirobbantásának pontos dátumáról és helyszínéről többen többféleképpen vélekedtek, de abban megegyeztek, hogy valamikor szeptember 22. és október 2. között kellene színre lépni, egy időben öt városban. Nyáron úgy tervezték, a fővárosba történő győzedelmes bevonulásra december 12-én kerülhet sor.
Szeptember elején azonban néhányan szembefordultak a mozgalommal. Árulásuk következtében a magát kívülállónak álcázó Domínguez a hatóságokkal együtt kénytelen volt a González-házba vonulni, melyet átkutattak és rábukkantak a fegyverekre. Ezért szeptember 15-én rajtaütés kezdődött: számos összeesküvőt letartóztattak. Ugyanennek a napnak a reggelén Josefa Ortiz de Domínguez megbízta Ignacio Pérezt, a városi börtön parancsnokát, aki az összeesküvők kéme volt, hogy menjen San Miguelbe és értesítse Allendét és Hidalgót a történtekről. Őket nem találta ott, de Juan Aldamát igen, aki ezután Allendét értesítette, és ketten Doloresbe mentek Hidalgóhoz. Hidalgóék úgy látták, nincs más lehetőség, a harcot azonnal el kell kezdeni.
Így került sor szeptember 16-án hajnalban az úgynevezett Grito de Doloresre („doloresi kiáltás”): Hidalgo, aki egyébként a város papja volt, meghúzatta a templom harangjait, az összecsődülő tömeg előtt pedig lázító beszédet tartott, amellyel végül visszavonhatatlanul kirobbantotta a függetlenségi háborút. A híres kiáltás pontos szavai ma sem ismertek, a különböző leírások különböző változatokat említenek, de annyi bizonyos: VII. Ferdinánd spanyol királyt és a római katolikus vallást éltetve a „rossz kormány” megdöntésére szólított fel.

## Első szakasz: a háború kitörése és Hidalgo hadjáratai
A doloresi kiáltás elhangzása után a nép egy része azonnal csatlakozott az új függetlenségi hadsereghez, Hidalgo még a helyi börtön rabjait is kiszabadította. A jelentős részben indiánokból, földművesekből és napszámosokból álló sereg katonailag teljesen képzetlen volt, fegyvereik is alig voltak (legfeljebb íjak, karók, kapák, kaszák, parittyák), és családtagjaik: nők és gyermekek is kísérték őket útjaik során.

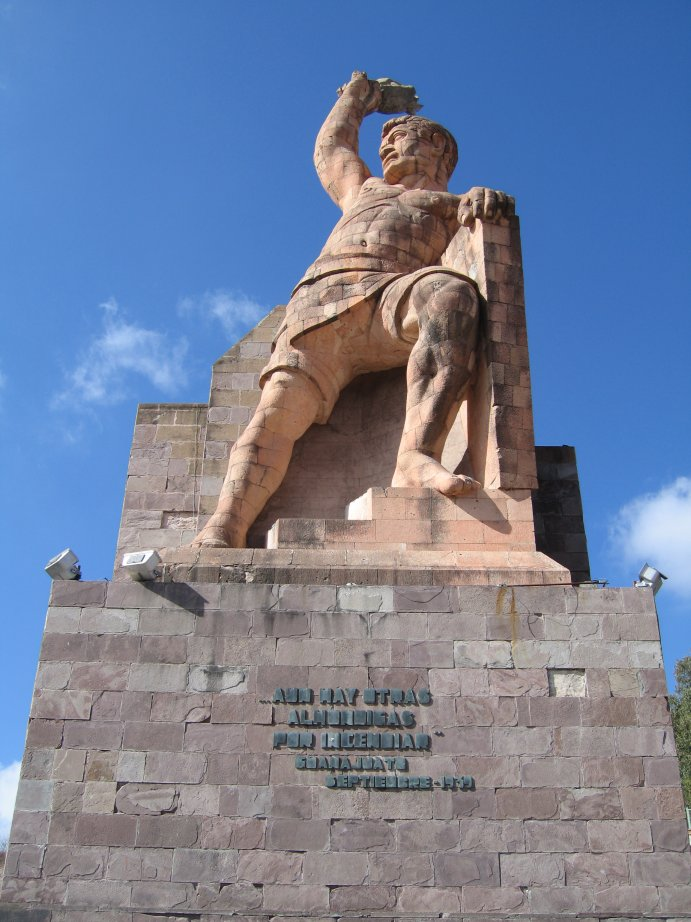
El Pípila emlékműve Guanajuatóban

Szeptember 16-án azonnal elindultak San Miguel el Grande irányába, útközben az atotonilcói Názáreti Jézus-szentély mellett elhaladva Hidalgo magához vette az ottani, Guadalupei Szűzanyát ábrázoló zászlót és feltűzte egy lándzsa nyelére. Ez a zászló vált a függetlenségi harc szimbólumává. Este megérkeztek San Miguel el Grandébe, ahol Domingo Allende házában gyűlést tartottak és Hidalgót a felkelés vezérévé, jefe superiorrá választották, majd szeptember 22-én Celayában a városvezetők közreműködésével az immár 50 000 fősre duzzadt hadsereg tábornokává nevezték ki. Salamancán és Irapuatón keresztülhaladva 28-án érték el Guanajuatót, ahol sor került a háború első csatájára. A várost védő Juan Antonio Riaño és mintegy 600 spanyol katonája a többszöri felszólítás ellenére sem adta meg magát és az Alhóndiga de Granaditas nevű erődített magtárban rendezkedett be. Az egyik felkelőnek, egy Jesús Martínez de los Reyes nevű bányásznak (közismert nevén El Pípilának) egy kőlap védelmében sikerült odajutnia a magtár bejáratához, melyet fáklyájával felgyújtott, így a sereg beözönölhetett az épületbe, ahol jelentős számbeli fölényüknek köszönhetően hamarosan kivívták a győzelmet.
A spanyolok számára ezekben a napokban vált világossá, hogy nem egy kis, könnyen leverhető lázadásról van szó, hanem egy sokkal veszélyesebb mozgalomról. Francisco Xavier Venegas alkirály ezért elrendelte a fenyegetett városok védelmének megerősítését és 10 000 pesós vérdíjat tűzött ki Hidalgo, Ignacio Allende és Juan Aldama fejére. Az egyház sem maradt tétlen: Michoacán püspöke, Manuel Abad y Quiepo és Juan Cruz Ruiz de Cabañas guadalajarai püspök is kiátkozással sújtotta a felkelők vezéreit.
Hidalgo a csata után visszatért Doloresbe, de október 16-án újra Guanajuatóba érkezett, hogy onnan hadseregét megerősítve Valladolid felé induljon. Október 24-én Acámbaro városában Hidalgót, az addigi tábornokot (generalt) még magasabb szintre emelték: generalísimóvá választották, Ignacio Allendét pedig capitán generallá nevezték ki.
Acámbaróban a vezetők úgy döntöttek, Mexikóváros felé veszik az irányt. Amikor Charo és Indaparapeo között haladtak, José María Morelos, Carácuaro papja megjelent régi ismerőse, Hidalgo előtt és jelentkezett a harcosok sorába. Hidalgo azzal bízta meg, hogy szervezze meg a felkelést a déli területeken és próbálja meg elfoglalni Acapulco kikötőjét. A sereg ezután Maravatíón keresztül (ahol Hidalgo titkárává tette Ignacio López Rayónt) Toluca irányába vonult, ahová október 28-án érkeztek meg. A helyiek valóságos népünnepélyt rendeztek tiszteletükre, a Szent Ferenc-templomban még hálaadó misét is bemutattak.

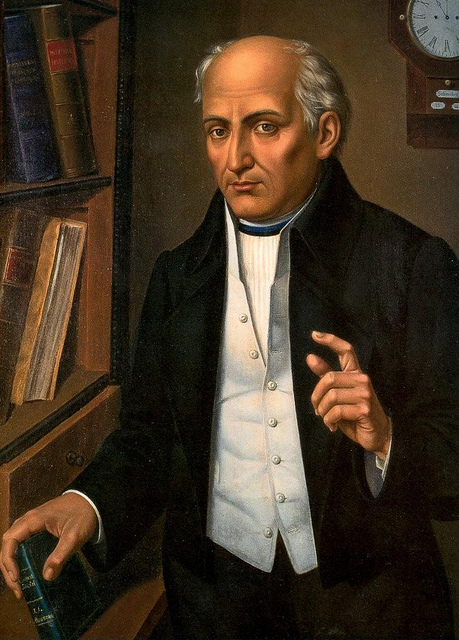
Miguel Hidalgo y Costilla

A főváros már nagyon közel volt, de Torcuato Trujillo spanyol serege útjukat állta. Október 30-án a Monte de las Cruces-i csatában a sok tízezer fős felkelő had győzelmet aratott a spanyolok néhány ezres seregén (Trujillo és néhány embere, köztük Agustín de Iturbide a városba menekült), azonban a győzelem után letáboroztak és nem haladtak tovább Mexikóváros felé. Allende javasolta ugyan a város megtámadását, mert úgy vélte, ezzel döntő csapást mérhetnek ellenségeikre, Hidalgo azonban máig ismeretlen okokból a nyugatra történő visszavonulás mellett döntött. A spanyolok, amikor ezt megtudták, az elkövetkezendő napokban (propaganda céljából) azt kezdték terjeszteni, a Monte de las Cruces-i csata valójában az ő győzelmükkel zárult. A visszavonulás miatt a felkelők mintegy fele csalódottságában elhagyta a sereget. Francisco Xavier Venegas alkirály üzenetet küldött Querétaróba és Félix María Calleja segítségét kérte, aki azonnal útnak is indult és november 7-én Aculcónál vereséget mért Hidalgo megmaradt, még mindig jelentős létszámú hadára. Bár a vereség kevés emberveszteséget okozott a felkelőknek (szinte harc nélkül feloszlottak), de rengeteg fegyvert és ellátmányt voltak kénytelenek otthagyni.
Ezután Allende Guanajuatóba, Hidalgo Celayán és Salamancán keresztül ismét Valladolidba vonult, hogy meggyengült hadait újjászervezze, így a spanyolok Agustín de Iturbide és Mariano García Ríos vezetésével vissza tudtak foglalni több fontos déli várost: Cuernavacát, Taxcót és Igualát.
Eközben José Antonio Torres, aki még október elején csatlakozott a felkeléshez, saját sereget gyűjtött maga köré. Szülőföldjén, San Pedro Piedra Gorda környékén mintegy 400, igaz, rosszul felfegyverzett embert állított csatasorba, majd Zacoalco felé vezető útján több falu lakosságát is meggyőzte, álljanak az oldalára. November elején Zacoalcónál győztes csatát vívott, majd Guadalajara felé indult. A város spanyol kapitánya és a püspök is szervezkedni kezdett a város védelme érdekében, de amikor a közeli települések lakosságát fel akarták fegyverezni, azok nagy része Torreshez csatlakozott, aki így már 20 000 fősre növelt seregével november 11-én könnyedén el tudta foglalni a várost. Hidalgo több mint 7000 embere élén 26-án vonult be Guadalajarába. Eközben azonban Guanajuatót november 25-én Calleja és Manuel Flon visszafoglalta a spanyolok számára, így Allende távozni kényszerült: ő is Guadalajarába indult.

### A felkelők guadalajarai kormánya
Hidalgo és társai ezután hosszabb időre letelepedtek Guadalajarában, ahol egy kormányzat létrehozásába fogtak. November 29-én Hidalgo kiadott egy rendeletet, amelyben eltörölte a rabszolgaságot és számos adót, köztük a dohány és a puskapor jövedéki adóját, december 5-én pedig úgy rendelkezett, minden föld azok tulajdonába kerüljön, akik ott élnek és megművelik. December 13-án felhatalmazták Pascasio Ortiz de Letonát, hogy a kormányt képviselje az Amerikai Egyesült Államokkal tervezett tárgyalásokon. Két nappal később Hidalgo a néphez intézett kiáltványában kimondta Mexikó függetlenségét Spanyolországtól, de arról nem tett említést, hogy az új állam VII. Ferdinándhoz hogyan viszonyul.
December 20-án Francisco Severo Maldonado közreműködésével kiadták az El Despertador Americano (Az Amerikai Ébresztő) című újság első példányát, az utolsó lapszám január 17-én jelent meg. A kormány január elsején kiadott rendeletében kimondta, hogy semmisnek tekint minden olyan megállapodást, amit a franciák fogságában őrzött király köt.

### Események más hadszíntereken
Hidalgo hadjárataival egy időben a háború több helyszínen is folytatódott. 1810. október elején a felkelők más csoportjai déli irányból közelítették meg Zacatecas területét. Rafael Iriarte elfoglalta Aguascalientest, novemberben pedig a függetlenségi harcosok Zacatecas városát is elérték. Mivel a települést irányító Santiago de la Laguna grófja nem viszonyult hozzájuk ellenségesen, elismerték az intendenciát irányító kormányát, azonban hamarosan a harcoló feleket kibékíteni próbáló kormány két pártra szakadt, majd feloszlott. A várost a későbbiekben többször elfoglalták a felkelők és a spanyolok is, végül 1812-ben Félix María Calleja kezére került.
Guadalajara 1810. novemberi elfoglalása után José Antonio Torres megbízta José María Mercadót, Ahualulco papját, hogy vegye üldözőbe az északnyugatra, Nayarit irányába menekülő spanyolokat. Mercado így november 20-án megérkezett Tepicbe, melynek lakói csatlakoztak a függetlenségi mozgalomhoz, november legvégén vagy december 1-jén pedig San Blas kikötője is a kezébe került. Innen 36 ágyút küldött Hidalgo csapatainak.

### Visszavonulás északra, Hidalgóék elfogása

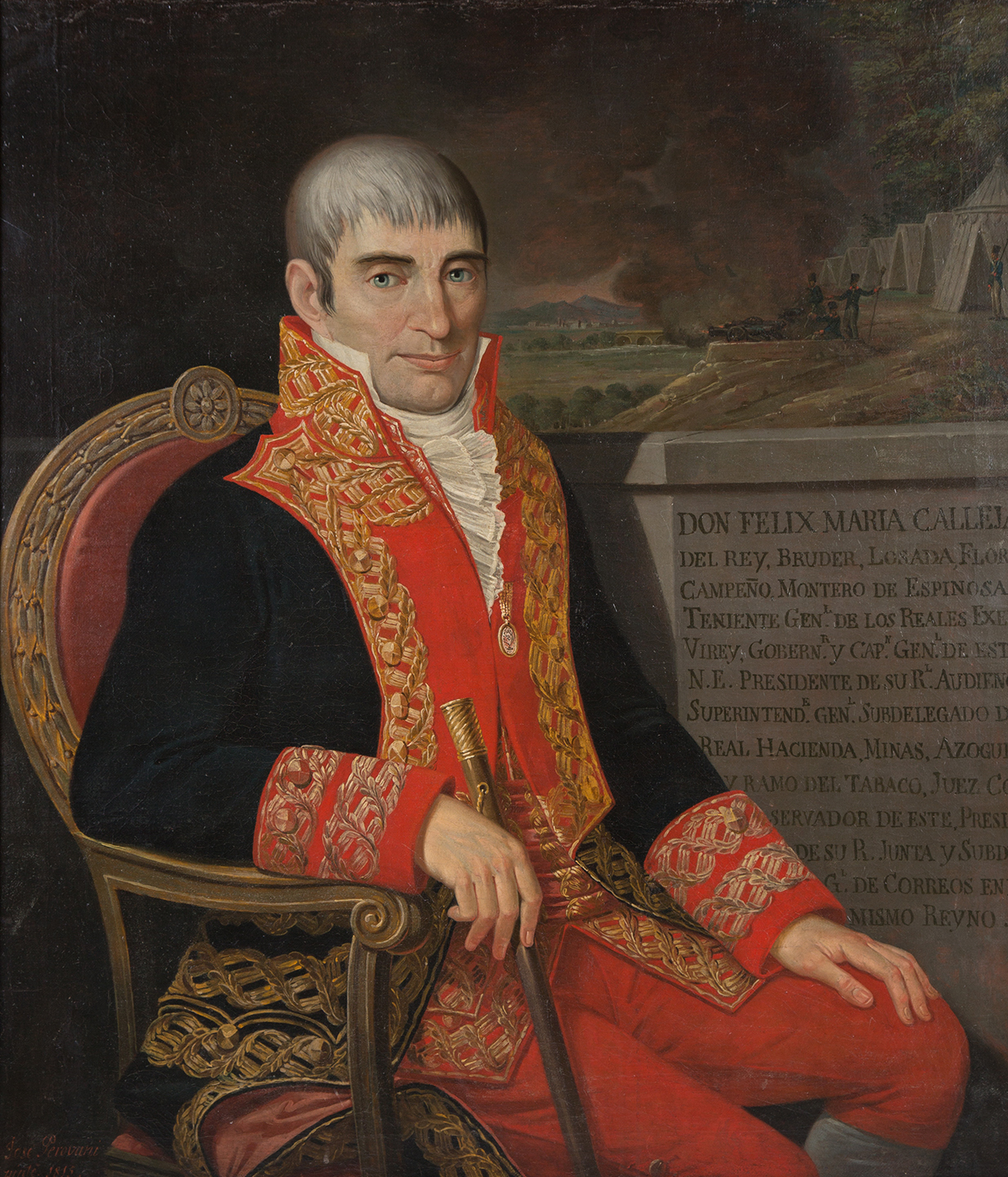
Félix María Calleja, a Calderón-hídi csata győztes parancsnoka, későbbi alkirály

Január 17-én a Guadalajara melletti Calderón-hídhoz megérkeztek Calleja csapatai, így csatára került sor. Bár a spanyolok mindössze 6000-en voltak, a felkelők pedig 90 000-en (és 85 ágyúval is rendelkeztek), a csata során a már nyerésre álló felkelők egyik lőporszállító kocsiját egy oda hulló gránát felrobbantotta, ami akkora zavart okozott soraikban, hogy a helyzet pillanatok alatt megfordult, és a katonailag jól képzett spanyolok képesek voltak gyors győzelmet aratni, egyúttal megszerezték a függetlenségiek ágyúinak és más fegyvereinek többségét is. Igaz, egy jelentős veszteséget ők is elszenvedtek: a menekülőket üldözőbe vevő egyik spanyol parancsnokot, Manuel de Flont a felkelők bekerítették, elfogták, és ott helyben megölték.
Bár 18-án Hidalgo még azt hirdette Guadalajarában, hogy ők arattak győzelmet (még a harangokat is meghúzatták ennek örömére), a valójában legyőzött seregek maradványai még aznap északkelet felé indultak, Calleja seregei pedig bevonultak a városba. A spanyolhű városlakók előbújtak rejtekeikből, a következő hetekben pedig kisebb, sikeres hadjáratok indultak a Jalisco területén még megmaradt függetlenségiek ellen. Mexikóvárosban ünnepségeket rendeztek és egy egyházi felvonulást is tartottak, melyen részt vett az érsek és maga Venegas alkirály is, aki azoknak a katonáknak, akik részt vettek a spanyol győzelemmel zárult csatákban, kitüntetést adományozott.
Az Hidalgo vezette felkelőcsoport célja eközben az volt, hogy eljussanak az Amerikai Egyesült Államokba és onnan segítséget szerezzenek. Hamarosan megérkeztek Aguascalientesbe, ahol kissé rendezni tudták soraikat, Juan Aldama mellett a szétszóródott harcosok egy része is visszatért hozzájuk, valamint Iriarte 2000 fős csapatával is egyesülni tudtak.
Aguascalientesből hamarosan Zacatecas felé indultak, útközben a Pabellón haciendában a vezetők gyűlést tartottak, és közös döntéssel megfosztották Hidalgót főtábornoki tisztségétől, mivel őt okolták az utóbbi idők vereségeiért. Helyét Ignacio Allende foglalhatta el.
Március 16-án Saltillóban ismét összeült a vezetők juntája, és elhatározták, hogy míg a többiek észak felé vonulnak tovább, Ignacio López Rayón átveszi a seregek többi részének irányítását és José María Liceaga kíséretében folytatja a harcot a délre eső területeken. A parancsnokságot előbb felajánlották Mariano Abasolónak és Joaquín Ariasnak is, de egyikük sem fogadta el, pedig ők képzett katonák voltak.
Három nappal később a spanyol Ignacio Elizondo 300 emberével Monclovából Acatita de Bajánba érkezett, ahol egy, a falutól néhány kilométerre délre emelkedő kis domb mögött csapatainak nagy részét letáboroztatta, néhány társával pedig az úton maradt, hogy az északra haladó felkelők érkezését várja. Amikor azok 21-én megérkeztek, Elizondóék a felkelők vezetőjének, Ignacio Allendének felajánlották, hogy segítenek nekik átkelni a sivatagon és azt mondták, hogy Acatita de Bajánban elegendő vízhez is juthatnak. Amikor azonban beértek a faluba, kiderült, hogy csapdáról van szó: Elizondo emberei bekerítették őket és kijelentették: a király nevében foglyul ejtik őket. A túlerővel szemben egyedül Allende próbált meg ellenállni, amikor azonban megpróbálta elsütni fegyverét, rálőttek. Életben maradt, de fia, Indalecio a helyszínen életét vesztette. A fáradt, éhező és reményvesztett felkelőhadból (akik között nők, gyermekek és öregek is akadtak szép számmal) könnyűszerrel ejtettek kb. 1300 további foglyot, akik egy részét saját lovaik kötőfékjeivel kötöztek meg. A foglyul ejtett vezéreket is megkötözték és először a falu erődjébe zárták őket, majd Monclovába, végül Chihuahuába szállították, ahol június 26-án Aldamát, Allendét és José Mariano Jiménezt, július 30-án pedig Hidalgót is kivégezték. A négy vezér fejét levágták, Guanajuatóba szállították és október 14-én elrettentésül az Alhóndiga de Granaditas négy pontján kifüggesztették őket.
Miután Rayónhoz eljutottak a hírek az Acatita de Bajánban történtekről, március 26-án Zacatecas felé indult, azonban José Manuel Ochoa üldözőbe vette őket. Április elsején Puerto de Piñonesnél csatára került sor a felkelők és az üldözők között, amelyből Rayón serege került ki győztesen; jelentős mennyiségű fegyvert is zsákmányoltak. Április 15-én bevették az akkor éppen megint spanyol kézen levő Zacatecast, majd ágyúöntésbe és puskaporgyártásba kezdtek, hamarosan pedig tovább vonultak Zitácuaro felé.

## Második szakasz: Morelos hadjáratai és az intézményesítés

### Morelos első hadjárata

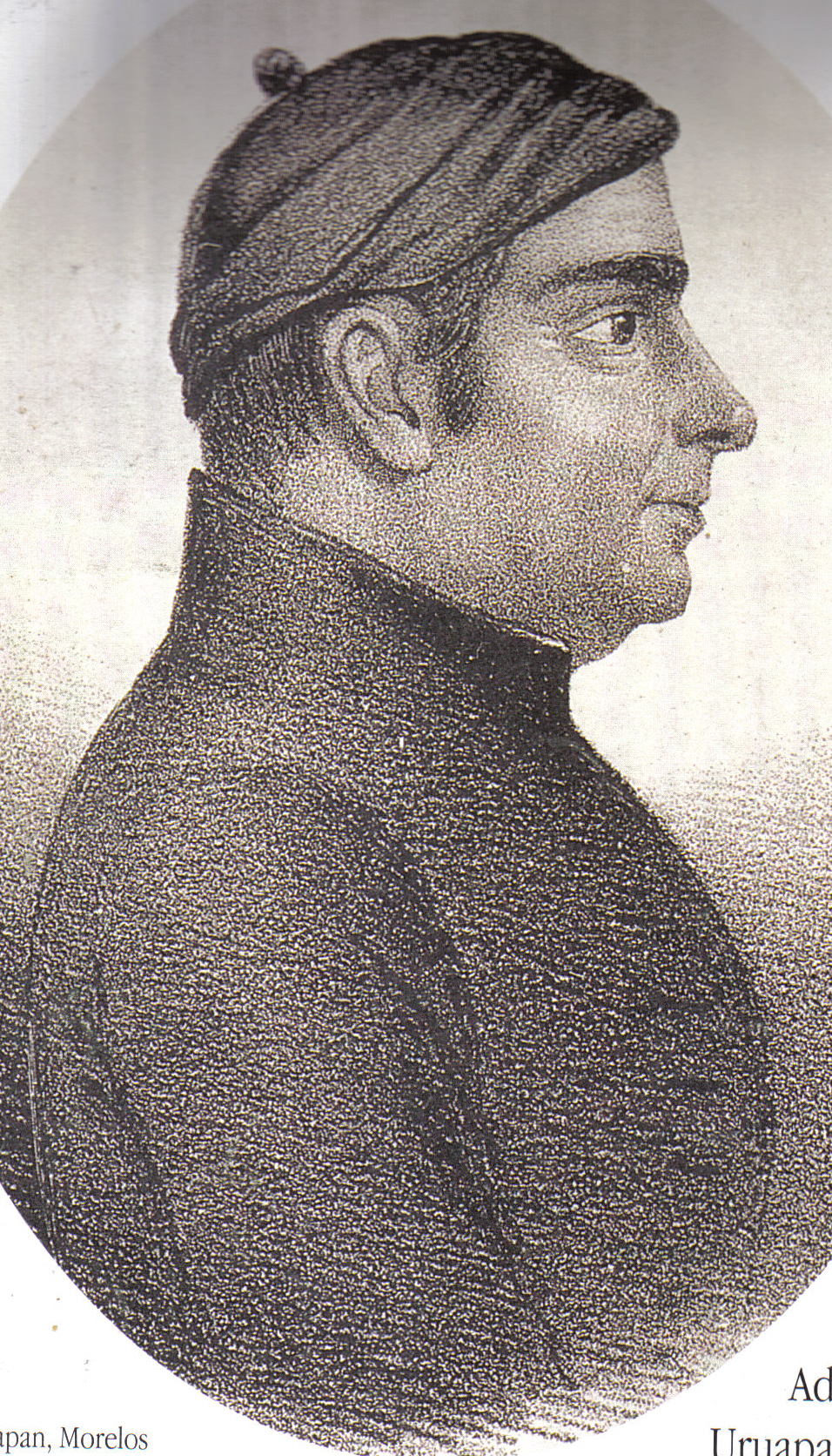
Rajz José María Morelosról

José María Morelos már hónapokkal korábban megkezdte első hadjáratát. 1810. október 25-én Carácuaróban kezdetben csak 25 embert fegyverzett fel, majd Nocupétarón, Huetamón, Coahuayutlán és Zacatulán át Petatlánba vonult, útközben folyamatosan növelte seregét. November 7-én Técpanban a Galeana testvérektől megkapta első, kis méretű ágyúját, az El Niñót.
Dél felé, Acapulco irányában továbbhaladva vívták első csatájukat: november 13-án Luis Calatayud csapataival ütköztek meg El Veladerónál. November 17-én Morelos kiadott egy hirdetményt, amelyben a rabszolgaság eltörlését és a társadalmi osztályok közötti különbségek megszüntetését sürgette. Morelos tevékenysége nyugtalanította az alkirályt, ezért Juan Francisco París csapatait küldte ellene, ám december 8-án El Veladerónál a felkelők visszaverték őket, sőt öt nappal később Sabanánál újra elhárítottak egy királypárti támadást. 1811 januárjának elején ugyanitt csapatai egyesültek Hermenegildo Galeanáéival, de mivel az elkövetkezendő napokban sikertelenül ostromolták Acapulcót, Morelos inkább visszavonult Técpanba. Itt belekezdett egy saját kormányzat megszervezésébe.
Május 3-án a Brea haciendában Galeanát helyettesévé nevezte ki, majd elküldte a Chichihualco haciendába, hogy onnan ellátmányt szerezzen. Galeana sikerrel járt: 17-én megérkezve a haciendába nem csak újabb harcosokat állított a maga oldalára és nem csak fegyvereket hozott magával, hanem azt is elérte, hogy a Bravo család több tagja (Leonardo, Miguel, Víctor, Máximo és Nicolás) csatlakoztak a mozgalomhoz.
Morelos ezután El Veladeróba, majd Chilpancingóba ment. Útközben David Farót és Mariano Tabarest az Amerikai Egyesült Államokba küldte, hogy segítséget próbáljon szerezni, de nem jutottak el céljukig. Május 26-án Tixtlában találkozott Vicente Guerreróval, majd kiadott egy hirdetményt egy új, nemzeti rézpénz bevezetéséről, foglalkozott az indián falvak mezőgazdasági problémáival, valamint írt egy levelet Ignacio López Rayónnak is, amelyben egy felkelő junta megszervezéséről elmélkedett. Augusztus 14-én visszatért Chilpancingóba, majd két nappal később Juan Antonio Fuentes csapataitól elfoglalta Chilapát, ezután Técpanba, végül El Veladeróba ment. Október közepén ismét Chilapa, november közepén pedig Tlapa volt a célja.
Eközben augusztus 30-án az apani kötődésű felkelő, José Francisco Osorno mintegy 700 emberével bevonult Zacatlán városába, ahol kiszabadította a foglyokat és jó néhány spanyollal végzett. A Zacatlánban berendezkedő Osorno a következő években több győztes csatát is megvívott, 1812 áprilisában pedig emberei elfoglalták a bányái miatt fontos Real de Minas de Pachucát is.

### A zitácuarói junta
Miután Saltillónál az észak felé vonuló csapatok szétváltak és egy részük Ignacio López Rayón vezetésével délre indult, Rayón Félix María Callejához intézett egy üzenetet, melyben kifejtette, hogy egy kongresszus vagy junta létrehozását tervezik, amely sértetlenül hagyná VII. Ferdinánd spanyol király jogait, azaz elismerné őt uralkodóul. Calleja azonban válasz helyett elrendelte Rayón elfogását, aki néhány kisebb fegyveres ütközet megvívása után megérkezett Zitácuaro városába. A környékről élelmiszert és takarmányt gyűjtetett be, eltorlaszoltatta a városba vezető utakat és árkot ásatott a város köré.

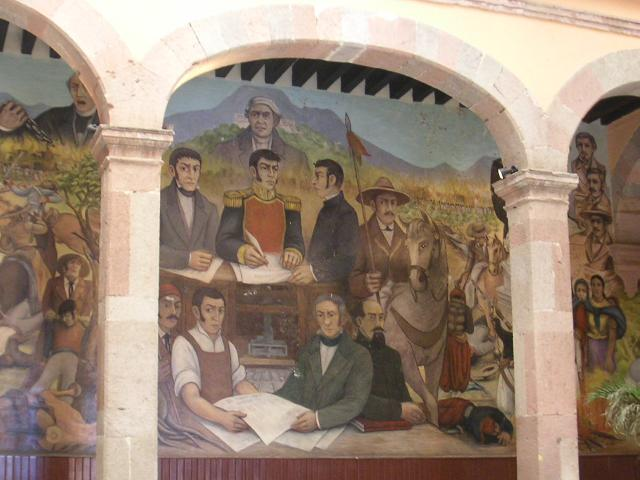
Falfestmény a juntáról a zitácuarói községi palotában

Itt augusztus 19-én a felkelők vezéreinek gyűlése egy juntát hozott létre, az úgynevezett zitácuarói juntát vagy Legfelsőbb Amerikai Nemzeti Juntát, mely egyfajta kormányzat szerepét volt hivatott betölteni. Eredeti tagjai között Rayón (az elnök) és José María Liceaga mellett ott volt még Morelos meghatalmazottjaként José Sixto Verduzco teológus, Tuzantla papja is. A három tag hűséget esküdött VII. Ferdinándnak, néhány nap múlva pedig Morelos is csatlakozott hozzájuk. Céljuknak a kormányzást, az igazságszolgáltatást és a katonai ügyek intézését határozták meg, sőt, pénzügyi reformokat és egy új pénz kiadását is tervezték. Megpróbálták összefogni a néha saját szakállukra tevékenykedő felkelőcsapatokat, és megpróbálták megtiltani a fosztogatást (ennek érdekében például zsoldot ajánlottak a katonáknak). A vezérek többsége elfogadta és elismerte a juntát, ám néhányan nem, köztük Albino García Ramos és a Villagrán-testvérek. A testület összesen mintegy 50 falu fölött rendelkezett, főként Michoacánban és környékén.
A Los Guadalupes nevű csoport hamarosan kapcsolatba lépett Rayónnal, azt tervezve, hogy elrabolják Francisco Xavier Venegas alkirályt, Zitácuaróba szállítják és lemondásra kényszerítik, azonban tervük kudarcba fulladt.

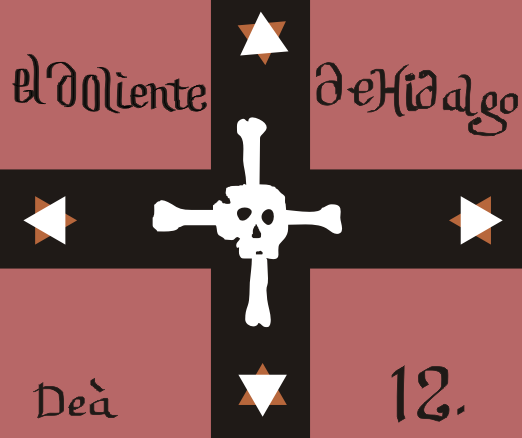
Az El Doliente de Hidalgo, a felkelők zászlaja Zitácuaro ostromakor

Októberben egy Antonio Palafox nevű pap látogatta meg a juntát és megpróbálta meggyőzni Rayónt, hogy szüntesse be tevékenységét. Ő azonban nem hallgatott a papra, ezért Calleja 10 000 pesós vérdíjat tűzött ki Rayón fejére. 1812. január 2-án Calleja csapatai megtámadták és felgyújtották a várost. A várost védő Regimiento de la Muerte (azaz a „Halál Hadserege”) jelképe a híres zászló, az El Doliente de Hidalgo volt, mely nem sokkal ezelőtt jelent meg először. Calleja elfoglalta a várost és a zászlót is megkaparintotta, a junta tagjai elmenekültek.
A menekülők először Tlalchapába, majd Real de Minas de Sultepecbe mentek, ahol folytatták eddigi munkájukat. Itt kezdték kiadni José María Cos segítségével a függetlenségi mozgalom legjelentősebb lapját, az El Ilustrador Nacionalt, később megjelent az El Ilustrador Americano első száma is. Eközben Rayón elkészítette első alkotmánytervezetét, az Elementos de nuestra Constituciónt, mely nagyrészt a cádizi alkotmány és néhány angol törvény mintájára készült, és amely elismerte VII. Ferdinándot uralkodóként. Ez utóbbival Morelos nem értett egyet.
Rayón és Morelos között más okokból is konfliktusok kezdtek kiéleződni. Ennek első jelei akkor jelentkeztek, amikor David Faro és Mariano Tavares csatlakozott a felkelőkhöz. Ők néhány hónap múlva szemmel láthatóan eltávolodtak a függetlenségi eszmétől, ennek ellenére, és Morelos ellenkezését is figyelmen kívül hagyva, Rayón az előbbit ezredessé, utóbbit brigadérossá nevezte ki. Szeptember végén Faro és Tavares egy kisebbfajta „ellenforradalmat” robbantott ki a színes bőrű felkelőket és fehéreket egymás ellen hergelve. Ezt sikerült elfojtani anélkül, hogy jelentősebb károkat okozott volna a mozgalomban, de a történtek hatására Morelos és Rayón viszonya visszavonhatatlanul megromlott.

### Morelos második hadjárata

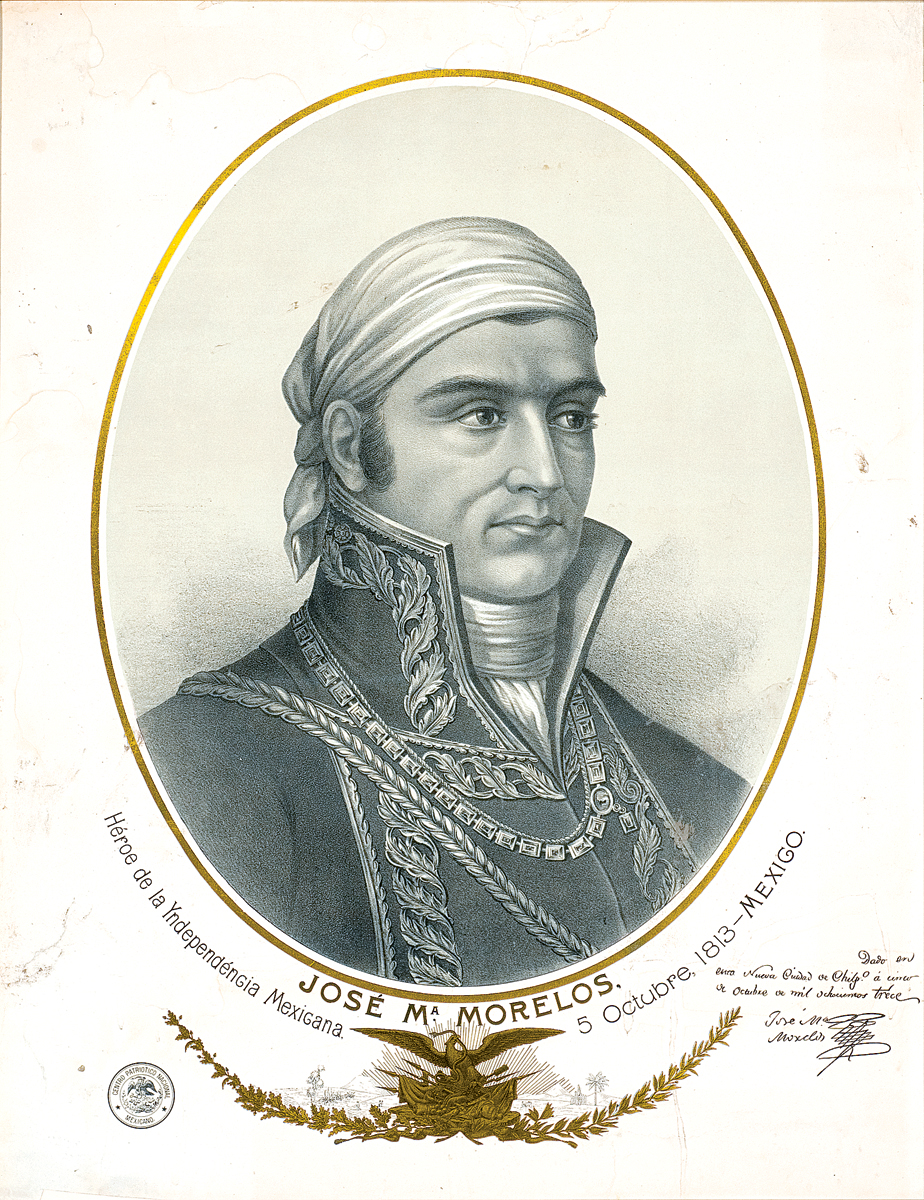
Rajz Morelosról

Morelos nem volt jelen mindvégig személyesen a zitácuarói junta ülésein, hanem belekezdett második hadjáratába. December 3-án bevette Chiautla de la Salt, 10-én Izúcarba érkezett, ahol egy héttel később visszaverte a spanyolok támadását, újabb egy nappal később pedig csatlakozott hozzá a hadvezetésben később tehetségesnek mutatkozó jantetelcói pap, Mariano Matamoros. Innen Cuautla de Amilpasba, Cuernavacába, majd februárban ismét Cuautlába ment.
Félix María Calleja, az ellenség vezére úgy vélte, Morelos katonailag képzetlen serege a többnyire vályogból készült, nádtetős házakból álló, ezért nehezen védhető városban nem tud ellenállni az ő fegyelmezett, 7000 fős seregének, ezért úgy tervezte, február 19-én lerohanja Cuautlát. A védő seregek főként puskákkal és machetékkel rendelkeztek, valamint 16 ágyúval, köztük a Galeanáéktól kapott El Niñóval. Bár a spanyolok első rohama sikeres volt, a védők végül mégis felül tudtak kerekedni a helyzeten és visszaverték a támadókat, sőt Casa Rul és Juan Nepomuceno Oviedo ezredest meg is ölték. Ezért Calleja úgy döntött, az elsöprő támadás helyett inkább ostrom alá veszi a várost.
Az első támadás visszaveréséhez kapcsolódik Narciso Mendoza, egy 12 év körüli fiú legendája, akiről azt mesélték, hogy amikor társai megfutamodtak, ő egyedül a helyén maradt és egy hátrahagyott ágyúból lőtt az ellenségre. Bár Mendoza történetét többen is feldolgozták, nem mindegyik történész értett egyet létezésével, többen úgy vélték, az úgynevezett Niño Artillero, azaz Tüzérfiú a nép száján élő mesékben csak egy kitalált szereplő, aki Juan Nepomuceno Almonte Los Emulantes nevű, valóban létező és harcoló gyermekseregét testesíti meg egy személyben. 1976-ban azonban előkerült egy 1864-ben íródott dokumentum, amiben a függetlenségi háború egy veteránja magát Narciso Mendozának mondva meséli el a történeteket.
Morelos csapatai hónapokig állták az ostromot, de a több mint 70 napos harc során a bekerített városban először az élelem kezdett megfogyatkozni, majd Calleja emberei a vizet is elzárták a védők elől. A leghevesebb harcok ezután a víznyerőhelyek körül dúltak. Amikor már végleg elfogyott minden élelmiszer, Morelos úgy döntött, hogy a felajánlott amnesztia elfogadása nélkül kitörnek az ostromgyűrűből. Erre május 2-ára virradó éjjel került sor: bár sok felkelő elesett és a nagy nehezen összegyűjtött fegyverek egy része is odaveszett, végül a had legnagyobb része, köztük maga Morelos mégis sértetlenül megmenekült. A vezér ezután Ocuitucón, Hueyapanon és Izúcaron keresztül Chiautlába vonult.
Néhány nappal az ostrom vége előtt, április 30-án Rayón Zinacantepecből elküldte Morelosnak frissen megalkotott alkotmánytervezetét, az Elementos Constitucionalest. A tervezet kimondta Új-Spanyolország függetlenségét Spanyolországtól, ám uralkodóként elismerte volna VII. Ferdinánd spanyol királyt, valamint tartalmazta egy úgynevezett egyházi Hűségbíróság megalkotásának és egy Protector Nacional kinevezésének tervét is, akinek joga lenne új törvények megalkotását vagy meglévők eltörlését javasolni.

### A cádizi alkotmány

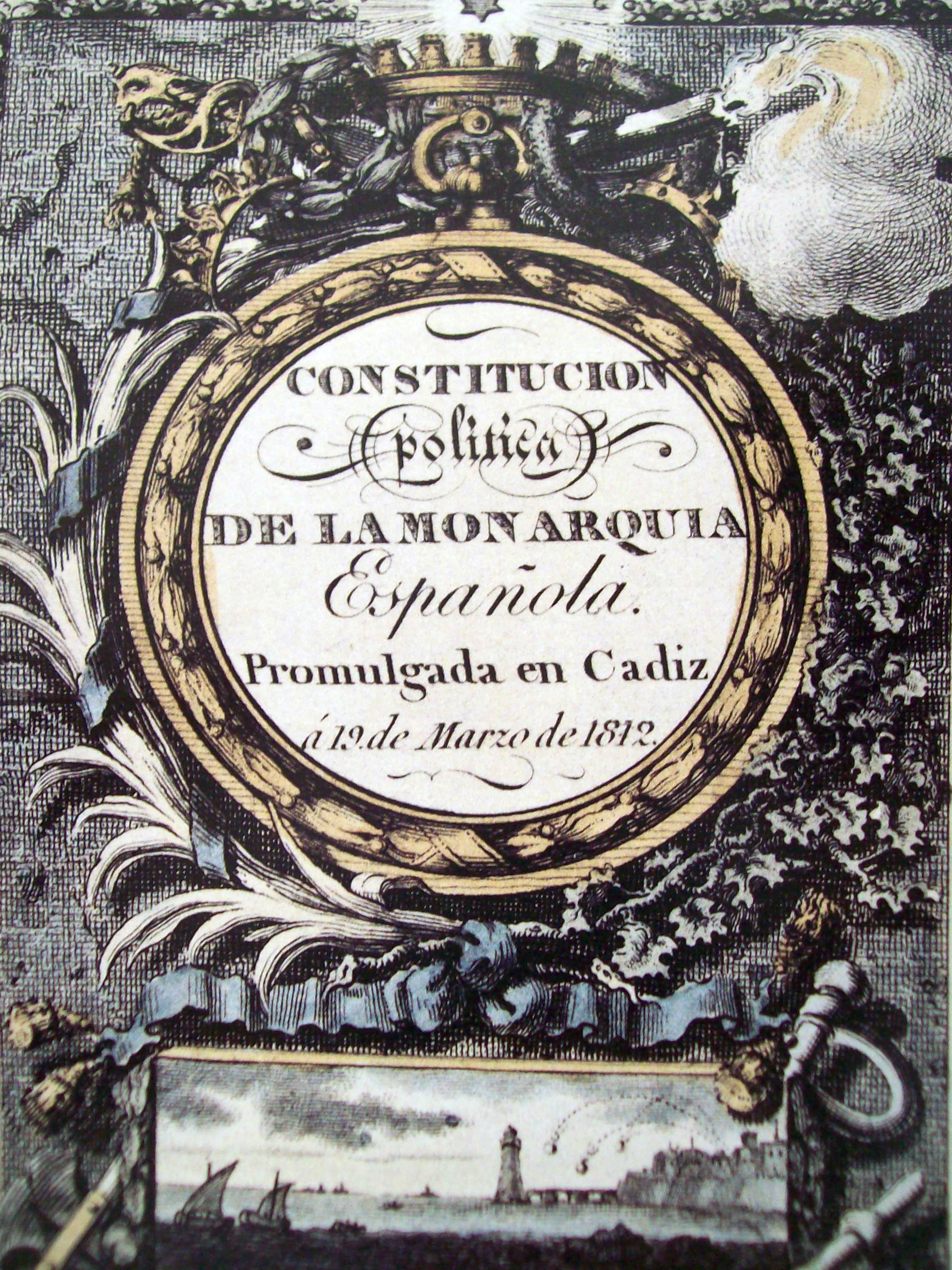
A cádizi alkotmány első kiadásának címlapja

1812 tavaszán nem csak Rayón foglalkozott egy alkotmány megtervezésével, Spanyolországnak is megszületett az első alkotmánya. Miután az országban a félszigeti háború kezdetén létrejöttek a franciaellenes védelmi junták és az azokat összefogó központi junta, ez utóbbi 1809-ben elrendelte egy alkotmányozó országgyűlés összehívását (bár erre eddig csak a királynak volt joga). Az országgyűlés először San Fernandóban ült össze 1810 végén, majd Cádizba költözött. A kezdetektől fogva nemzeti szuverenitással, hatalommegosztással, törvény előtti egyenlőséggel és sajtószabadsággal foglalkozó rendeleteket adtak ki, majd 1812. március 19-én megszületett Spanyolország első alkotmánya, melyet a város után cádizi alkotmánynak neveztek el.
Az alkotmány kimondta, hogy bár a király nem veszíti el jogát, hogy a törvényeket jóváhagyja, sőt, kezdeményezhetett új törvényeket is, de egy alaptörvény (Ley Suprema) megalkotására már nem volt felhatalmazva, mivel a király jogait maga ez az alaptörvény kellett, hogy szabályozza, és ezt a törvényt csak az országgyűlés alkothatta meg, mivel a 3. cikkely kimondta, hogy a szuverenitás a nemzetben gyökerezik, ezért nekik van joguk megalkotni alaptörvényüket. A másik legfontosabb elv, amit az új alkotmány bevezetett, a törvényhozó és a végrehajtó hatalmak szétválasztása volt egy független bíróság létrehozásával. Emellett eltörölték az inkvizíciót, az elsőszülöttségi jogot és az indiánok adóját, kimondták a sajtó, az ipar, a mezőgazdaság, a kereskedelem és a halászat szabadságát, viszont a római katolikus vallás megmaradt kizárólagos vallásnak.
Az országgyűlés összetétele azonban igen aránytalan volt, a 300 képviselőből csak 35 érkezett az amerikai tartományokról és kettő a Fülöp-szigetekről. Bár a havonta rotációs elv alapján cserélődő 37 fős elnökségből már tíz volt az amerikai, sőt, a 14 tagú alkotmányozó testületben kilenc spanyol mellett öt tengerentúli képviselő vett részt, az új-spanyolországiak mégis másodrendűnek érezték magukat. Ők azt akarták elérni, hogy tekintsék azonosnak az ottani lakókat a félszigetiekkel, és azt, hogy azonos elvek alapján küldhessenek képviselőket. Ráadásul a törvény a rabszolgákat és az afrikaiak leszármazottait kizárta az állampolgári jogokból, ők nem számítottak bele a képviselőt küldő népességbe sem. Ennek a helyzetnek a megváltoztatását javasolta Coahuila képviselője, Miguel Ramos Arizpe Memoria para la organización y gobierno político de las Provincias Internas del Oriente de Nueva España című munkájában, amelyben azt sürgette, minden legalább ezerfős település saját önkormányzatot hozhasson létre, választások útján pedig tartományi képviselőtestületek is ülhessenek össze. Rajta kívül még José María Guridi y Alcocer, José Ignacio Beye de Cisneros, Mariano Michelena, Juan José Guereña y Garayo, Joaquín Maniau Torquemada, José Miguel Gordoa y Barrios, José Couto, és Francisco Fernández Munilla is megfogalmaztak hasonló elveket és foglalkoztak a rabszolgaság, az inkvizíció és a sajtószabadság kérdésével is.
Új-Spanyolországban az alkotmányra még kiadásának évében, 1812-ben megesküdtek a mexikóvárosi Plaza Mayoron, amit innentől kezdve Plaza de la Constituciónnak, vagyis az alkotmány terének neveztek. Venegas alkirály azonban veszélyt látott az új törvényben, főként a sajtószabadságot tartotta elvetendőnek, mivel az megengedte volna a függetlenségi harcosok lapjainak terjesztését is.

### Morelos harmadik hadjárata

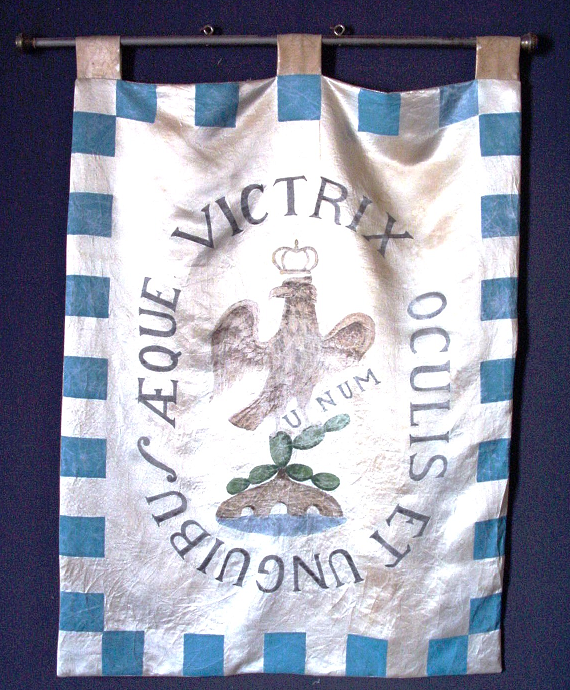
Morelos zászlója 1812-ben. Felismerhető benne a későbbi mexikói címer fő motívuma: a fügekaktuszra szállt sas

A hadjárat 1812. június 1-jén kezdődött meg, Morelos csapatai elsőként 7-én visszafoglalták az időközben a spanyolok kezére került Chilapát. A Huajuapan városában régóta ostromolt Valerio Trujano még május 17-én üzenetet küldött Morelosnak, amelyben a segítségét kérte, ezért ő útnak is indult, és július 23-án súlyos vereséget mért a várost támadó spanyolokra. A megfutamított ellenség mintegy 400 halotton kívül számos lovat, ezernél is több puskát és 30 ágyút hagyott hátra.
Mindeközben a spanyolok megtámadták Sultepecet, ahol a zitácuarói junta székelt, így a junta vezetői elváltak. Júliusban úgy döntöttek, négy tartomány négy kapitányaként folytatják: Rayóné lett a keleti tartomány (a mai México állam környéke), Morelosé a déli (a mai Oaxaca, Veracruz és Puebla), Liceagáé az északi (Guanajuato), Verduzcóé pedig a nyugati (Michoacán).
Rayón Tlalpujahuában rendezkedett be, ahol folytatta a sajtótermékek kiadását, fegyvereket gyártatott és embereket toborzott. Verduzco is csapatokat szervezett (Arióban 25 000 embert gyűjtött össze,) és a többiek tudta nélkül 1813 januárjában megpróbálta elfoglalni Valladolidot, azonban vereséget szenvedett. Elkeseredésében lemondott junta-tagságáról, később pedig Rayón ellen kezdett harcolni. Liceaga Agustín de Iturbide csapatai által fenyegetve Yuriria felé vonult vissza, majd Salamanca közelében elfogott egy ellenséges hadi szállítmányt, így a felkelők rengeteg új fegyverre tettek szert. A hozzá csatlakozott Cos elkezdte kiadni Gazeta del Gobierno Americano en el Departamento del Norte című lapját. Verduzcónak sikerült meggyőznie Liceagát Rayón-ellenes érveivel, így hamarosan közösen adtak ki egy kiáltványt, melyben Rayónt azzal vádolták, hogy hazaárulóvá vált, mivel egyeduralomra törekedve feladta az eddigi közös célokat. Válaszként 1813. április 7-én Rayón saját kiáltványában bejelentette, hogy felfüggeszti Verduzco és Liceaga junta-beli tagságát.
Morelos délre vonult, és 1812. augusztus 10-én könnyedén elfoglalta Tehuacán városát. A ma Puebla állam területén fekvő település stratégiailag rendkívül fontos volt: amellett, hogy a környék mezőgazdasági terményeinek raktározási és kereskedelmi központjaként szolgált, öt fontos útvonal is találkozott itt, többek között a dél felé, Oaxacába és a kelet felé, Orizabába vezető út. Hogy mindezeket a jelentős útvonalakat és a környék kereskedelmét ellenőrizni tudja, valamint hogy felkészülhessen a további harcokra, néhány hónapra itt rendezkedett be. Fegyvereket és lőport gyártatott, ólom- és rézöntödéket alapított, valamint nekilátott csapatai újjászervezésének. Szeptember 12-én Matamorost helyettesévé, Galeanát pedig marsallá tette, de figyelmet fordított arra is, hogy az egyre növekvő létszámú seregben ne uralkodjon el a fegyelmezetlenség: mindent megtett, hogy az eddig meghódított területek egy-egy vidékén a már-már kiskirályként viselkedő önjelölt vezetőket is rászorítsa az engedelmességre. Ennek érdekében a kirívóan súlyos esetekben még halálbüntetést is kiszabott.
Október 28-án a felkelő seregek Tehuacánból kiindulva elfoglalták Orizabát. Bár a város helyi erőforrásokban nem bővelkedett, két okból mégis fontos szerepet játszott: egyrészt megnyílt az út a kikötőváros, Veracruz irányába, másrészt pedig hatalmas dohányraktárak voltak itt. Morelos nagy mennyiségű dohány elégetését rendelte el, hogy ezzel is csapást mérjen a spanyolokra: a dohány volt ugyanis a kormány egyik fő bevételi forrása.
Ahelyett azonban, hogy ezután Veracruz felé vette volna az irányt, úgy döntött, inkább a déli területek kulcsfontosságú városát, Oaxacát próbálja meg elfoglalni. November 10-én néhány vereség után el is indult Oaxaca felé, az ostromra 25-én került sor. Előbb azonban kísérletet tett a helyzet békés rendezésére: felajánlotta a helyieknek, hogy önként adják át a várost, cserébe sértetlenek maradnak. Ők azonban válaszul elsütöttek néhány ágyút, így nyilvánvalóvá vált, hogy harcra kerül sor. A felkelők serege könnyedén, kevesebb mint három óra alatt bevette a várost, Mariano Matamoros mellett itt tűnt ki először hősiességével a durangói származású felkelő, José Miguel Fernández y Félix, aki később felvette a Guadalupe Victoria nevet. Az ostrom során Morelos Ignacio López Rayónnak írt beszámolója szerint mindössze 12 embert vesztettek. Szerényen hozzáteszi: ez nem az ő érdeme, hanem a függetlenség ügyét védelmező Guadalupei Szűzanyáé.
Amellett, hogy a város a hatalmas déli tartomány központja volt, sőt még a Peruba irányuló selyemexportot is innen szervezték, Oaxaca püspöki székhelyül is szolgált. A püspök, Antonio Bergosa y Jordán azonban még a felkelő csapatok megérkezése előtt távozott a városból, ezt Morelos utóbb sérelmezte. Oaxaca elfoglalását követően kivégezték a spanyolhű városvédők vezetőit, Antonio González Sarabiát és José María de Régules Villasantét, a káptalan felhalmozott vagyonát szétosztották az eleinte a lakosságot fosztogató, később megfegyelmezett katonák között, a junta pedig december 13-án ünnepélyes esküt tett.
Hogy megakadályozza a felkelők kormánya elleni kisebb szervezkedések létrejöttét, Morelos létrehozta a Közbizalmi és Védelmi Törvényszéket (Tribunal de Protección y Confianza Pública), amelynek a főbíró mellett két másik tisztviselője volt. 1813. január 29-én kiadott rendeletében meghozta első törvényeit (jórészt ezeken alapult a később megírt Sentimientos de la Nación című műve): többek között elrendelte, hogy Új-Spanyolországot többé egyetlen európai sem irányíthatja, csak a helyiek kormányzata. Az adók többségét eltörölte, csak a dohány jövedéki adója, a háború támogatására kirótt különadó valamint az egyháznak járó tized és egyéb kötelezettségek maradtak meg. Megtiltotta, hogy a rendelet kiadása előtt európaiakkal szemben fennálló adósságát bárki is visszafizesse, helyette az összeget a nemzet javára kellett befizetni. Megerősítette korábbi rendelkezését a rabszolgaság eltörléséről és kimondta, hogy mindenkit, függetlenül attól, hogy kreol, mesztic vagy indián származású, közös néven csak amerikainak kell nevezni.
Tovább folytatta a katonai kiképzést, a hadsereg fegyverforgató tagjainak meghatározott napokon meghatározott órákban gyakorlatokat szervezett, és hogy a belső viszályok csituljanak, megtiltotta többek között az egymás közti fogadással járó szerencsejátékokat.
Novembertől fogva Morelos elkezdte megküldeni észrevételeit és gondolatait Rayónnak az alkotmánytervezetről. Legtöbb elemével egyetértett, azonban a Napóleon által fogva tartott VII. Ferdinánd elismerését súlyos hibának tartotta. Sürgette, mint írta, a „függetlenség álarcának levételét, mivel már mindenki tudja VII. Ferdinánd sorsát”. A Protector Nacional kinevezésével egyetértett, de úgy gondolta, nem összesen egyre lenne belőle szükség, hanem püspökségenként egyre.
1813 februárjában Oaxacában megkezdődött a Correo Americano del Sur című újság kiadása (néhány különkiadás mellett 39 fő lapszámának megjelenését érte meg), de Morelos ekkor már következő hadjáratára indult.

### Agustín de Iturbide Guanajuatóban

Festmény Agustín de Iturbidéről

1812 nyarán az időközben a spanyol hadseregben capitán rangig menetelő Agustín de Iturbidét Guanajuato tartományba rendelték, hogy ott lépjen fel a lázadók ellen. Itt sikerült elfognia Albino Garcíát, aki a környék legjelentősebb gerillavezére volt. A foglyot Celayában agyonlőtték és felnégyelték. Iturbide Callejának küldött jelentésében arról számol be, hogy emellett a harcokban még 300 ellenséget megölt, további 150-et pedig lelövetett, köztük papokat is.
Iturbide üldözőbe vette a zitácuarói junta egyik tagját, José María Liceagát is, aki José María Cosszal és számos emberével együtt hamarosan a Yuriria melletti tó egyik szigetén rendezkedett be (melyet saját magáról Liceaga-szigetnek nevezett el). Bár innen nem sok fenyegetést jelentettek a spanyolokra, Iturbide mégis addig bombázta a szigetet, amíg mindenki vagy életét vesztette, vagy elmenekült onnan. Amikor hónapokkal később Ramón Rayón birtokba vette a szigetet, mintegy 600 holttestet talált ott.
1813 elején Ramón Rayón csapatai több győztes csatát is megvívtak a Bajíóban, majd április 14-én Salvatierrába érkeztek. 15-én Iturbide a San Nicolás de los Agustinos haciendánál összevonta csapatait, másnap pedig a városra támadt. Bár a védők többször is visszaverték, végül a Rayón által az egyik város melletti hegyre küldött Oviedo kapitány meggondolatlanul támadásba lendült. Iturbidének sikerült megfutamítania Ovideót, egyúttal ismét rátört a városra, de az így támadt zavarodásban a védők még az ágyúkat sem tudták elsütni. Rayón elmenekült, Iturbide pedig gyötrő fejfájását már az így elfoglalt Salvatierrában tudta kipihenni. A győzelméért ezredesi rangra emelt és a bajíóbeli erők vezetésével megbízott vezér később azzal dicsekedett, hogy 350 elfogott felkelőt éppen nagypéntek napján lövetett agyon. Később ugyanerre a sorsra juttatott további 300 embert a Pantoja nevű haciendánál.
Ugyancsak 1813 elején a cádizi régensség úgy döntött, visszahívja Francisco Xavier Venegas alkirályt, és helyébe a katonai sikerek sorát felmutatni tudó Félix María Calleját ülteti. Calleja kinevezése március 4-én lépett életbe (de a cádizi alkotmány értelmében nem alkirálynak, hanem jefe políticónak, azaz „politikai vezetőnek” nevezték). Venegas kilenc nappal később Veracruzban hajóra szállt és hazatért Spanyolországba. Calleja elődjéhez hasonlóan veszélyt látott a cádizi alkotmány szabadelvűségében (főként a sajtószabadságban), ezért a régensséghez folyamodott, hogy a törvényt csak „szelektíven” alkalmazhassák Új-Spanyolországban. Júliusban ezt a kérvényt jóváhagyták, sőt, novemberben a teljes alkotmány új-spanyolországi felfüggesztésére is sor került, mint fogalmaztak, addig, amíg a forradalmi helyzet és a „felfordulás” tart.

### Morelos negyedik hadjárata
1813 elejére hatalmas déli országrészek voltak már a felkelők kezében, a Tehuantepeci-földszorostól kezdve egészen Michoacánig. Ezen a területen egyetlen város maradt csak a spanyolok uralma alatt: Acapulco. Mivel Moreloshoz az a téves információ jutott el, hogy Napóleon már a dél-spanyolországi Cádiz kikötőjét is elfoglalta, egy esetleges francia támadástól tartva rendkívül fontosnak látta előbb Acapulco, majd Veracruz kikötővárosok birtokba vételét.

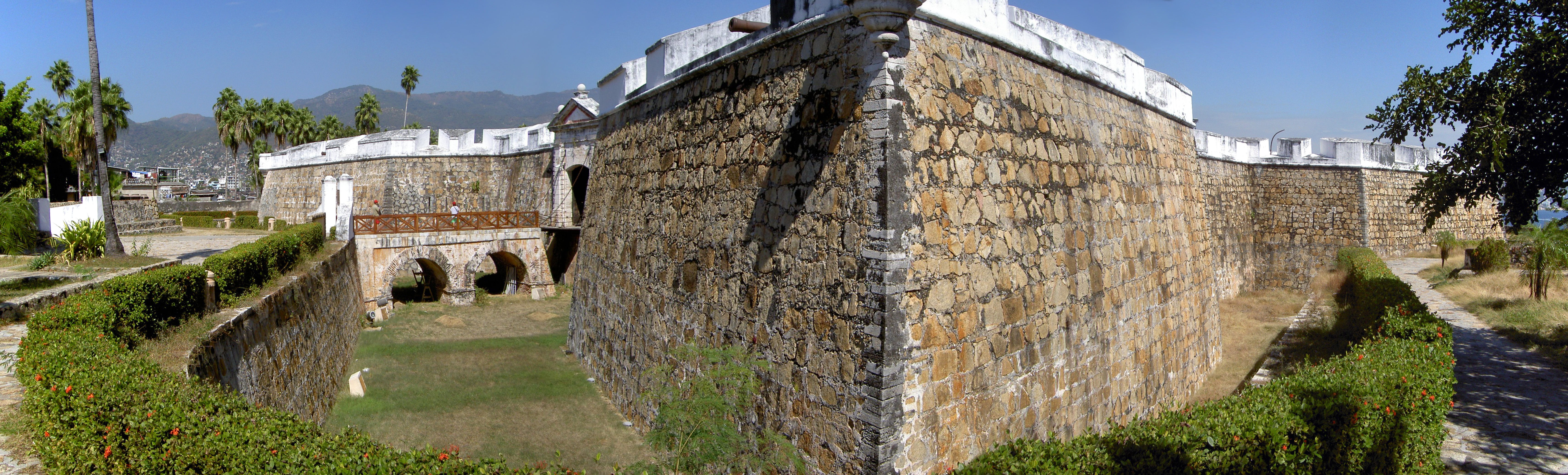
Az acapulcói San Diego-erőd

1813. február 9-én mintegy 3000 emberével így ismét Acapulco felé vette az irányt. 15-én Yanhuitlánba érkezett, ahol helyőrségül hátrahagyta Matamorost egy kisebb csapattal, majd Ometepecet március 7-én útba ejtve 26-án érte el Sabanát, ahol elkezdte Acapulco ostromának előkészítését. Morelos serege körülbelül 2000 főt számlált és csak néhány ágyúval volt felszerelve, a várost védő Pedro Vélez spanyol kapitánynak azonban képzett katonák sokasága állt rendelkezésére, valamint előnyt jelentett számára a tengerparti San Diego-erőd, amit több brigantin és egyéb hadihajó is védelmezett.
A támadás április 6-án kezdődött. Hermenegildo Galeana osztaga hamar elfoglalta a Cerro Iguana nevű hegyet, ahol ezután Morelos a főhadiszállását rendezte be. Hat napon át heves támadások sorozatát indították a város ellen, ezekben Morelos személyesen is részt vett. Két alkalommal csak hajszálon múlt az élete: ágyúgolyók súrolták testét. Végül 12-én végső támadást rendelt el. Bár a védők kezdetben szívósan ellenálltak, egy lőszeres hordó felrobbanása megfutamította a kórházban berendezkedett spanyolokat, ez pedig a vízi erődbe való visszavonulásra késztette többi társukat is. A város főterét így az esti órákra már a felkelők birtokolták. Bár a foglyokat ezúttal nem végezték ki, a győztes felkelők fosztogatása és részeg dorbézolása elé még Morelos szigorú tiltása sem tudott akadályokat gördíteni.
Pedro Vélez emberei azonban még tartották a San Diego-erődöt. A felkelők így hónapokon keresztül azzal voltak elfoglalva, hogy kifüstöljék őket onnan, ez végül csak augusztus 20-án sikerült. Ezalatt más hadszíntereken a spanyolok újra erőre kaptak.
Amíg Morelos Acapulcót ostromolta, Matamoros üldözőbe vette a Guatemalából származó Manuel Dambrini embereit. Április 19-én a Tonalá melletti csatából Matamoros került ki győztesen, ennek köszönhetően Morelos altábornagy (teniente general) rangra emelte. Ezután visszatért Yanhuitlánba, ahol folytatta csapatainak szervezését és fegyverek gyártását, majd augusztus 16-án elindult Izúcar visszaszerzéséért. Szeptember 21-én azonban Morelos visszarendelte őt, hogy segítsen Nicolás Bravónak, akit San Juan Coscomatepecben ostromoltak a spanyolok. Matamoros azonban későn érkezett, Coscomatepecet elfoglalták a támadók.

### A chilpancingói kongresszus
A zitácuarói juntában kialakult belső harcok nem szűntek meg. Amikor éppen Surumuacóban húzódtak meg, Liceaga és Verduzco megpróbálta meggyőzni Morelost, hogy ő se ismerje el a junta elnökének Rayónt, aki szerintük fanatizmussal és rossz szándékkal cselekszik, célja pedig a teljes egyeduralom megszerzése. Azonban Liceaga és Verduzco között is ellentétek jelentkeztek: előbbi és Manuel Muñiz fellázadt utóbbi ellen, így hamarosan Rayón megbékélt Liceagával. De a juntát már nem tudták helyrehozni, augusztusban Rayón bejelentette a megszűnését.
Morelos még a megszűnés előtt, május 13-án Rayónnak és Liceagának azt a javaslatot tette, hogy Chilpancingóban üljenek össze a junta tagjai, reformálják meg a testület működését és rendezzék viszonyukat egymással. Néhány nap múlva azonban ő is belátta, hogy a juntában csak hatalmi és presztízsharcok folynak, az ő katonai sikerei viszont egyre inkább arra hivatták el, hogy ő irányítsa az egész függetlenségi mozgalmat. Ezért, és mivel Carlos María de Bustamante is ezt javasolta, úgy döntött, hogy egy teljesen új, a juntát helyettesítő kongresszust fog összehívni.

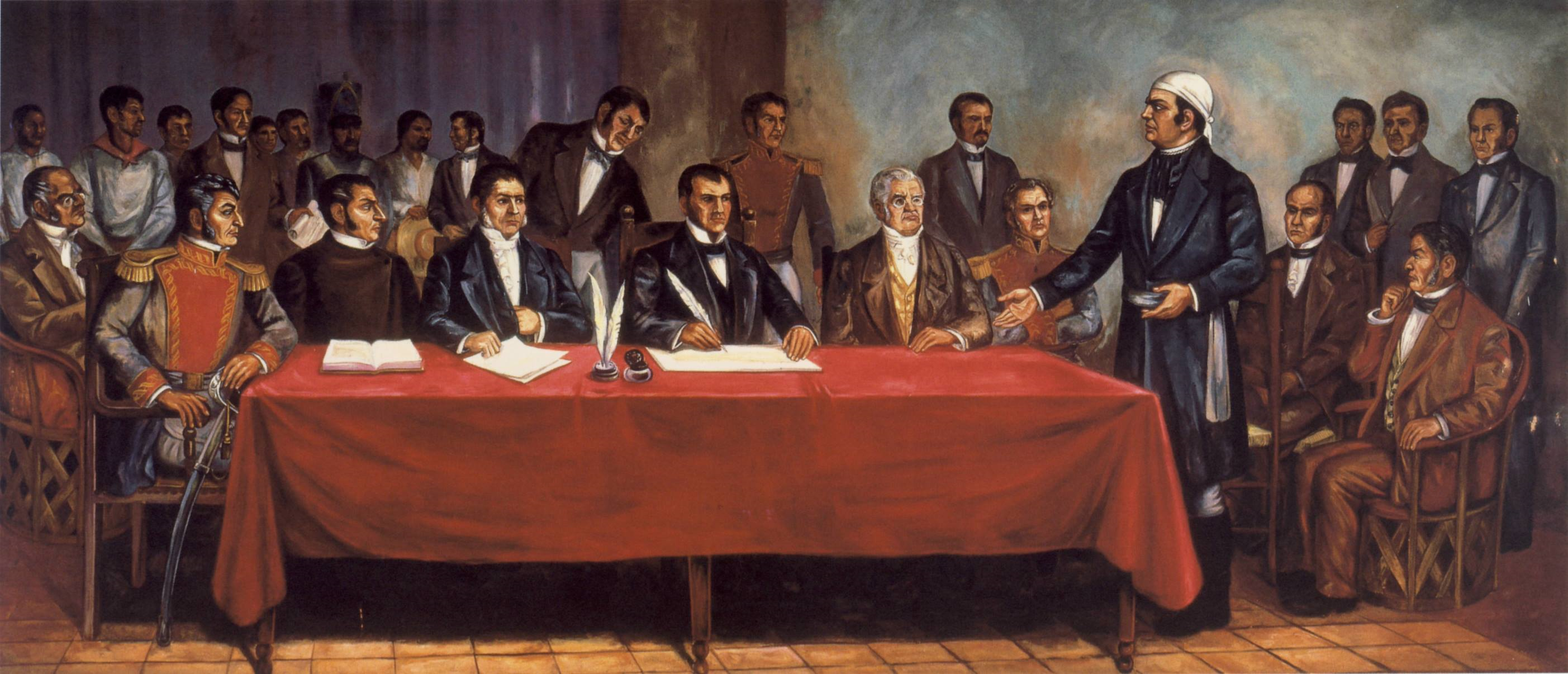
Festmény a kongresszusról. Balról jobbra az asztalnál: Ignacio López Rayón, José Sixto Verduzco, Andrés Quintana Roo, José María Liceaga, Carlos María de Bustamante és állva José María Morelos

Június 28-án bocsátotta ki felhívását, amelyben bejelentette, hogy a kongresszusra Chilpancingóban kerül sor. Augusztus 31-én indult el Chilpancingóba, ahol szeptember 11-én megalkotta a kongresszus működési szabályzatát. A kongresszus alkalmából Chilpancingót Morelos az „ország” fővárosává nyilvánította. Az első ülések szeptember 13-án kezdődtek meg: megválasztották a képviselőket és Juan Nepomuceno Rosains felolvasta Morelos irományát, a Sentimientos de la Naciónt (A Nemzet Érzelmei). Ebben az alkotmánytervezetül is szolgáló művében összefoglalta céljaikat, amelyek közül a legfontosabbak Amerika (azaz Mexikó) függetlensége, a római katolikus vallás kizárólagossá tétele (a Rayón által javasolt Hűségbíróság létrehozása nélkül), a rabszolgaság eltörlése, az adók csökkentése, a jogegyenlőség és annak a kimondása voltak, hogy minden hatalom a népé, azt választott képviselők útján gyakorolhatja.
Morelos megnyitó beszédében kijelentette, hogy mivel ők most hatmillió amerikai ember sorsáért felelősek, elkerülhetetlen a harc egy, a spanyoloknál is fenyegetőbb ellenség, az anarchia és egy esetleges polgárháború ellen. A helyzetet egy fiókáit védelmező sashoz hasonlítva elmondta: „A tollak, amelyek bennünket oltalmaznak, a biztonságunkat védő törvények lesznek, a félelmetes karmok a szervezett hadseregek, az éles, mindenen áthatoló és előre látó szemek pedig Őfelsége, a Kongresszus mély bölcsessége.”
A képviselők ezután kimondták, hogy a kongresszus a hatalmi ágak szétválasztási elvének megfelelően kizárólag a törvényhozással foglalkozik, a végrehajtó hatalmat pedig arra bízzák, akit majd főtábornokká (generalísimo) választanak. 15-én Morelost választották meg erre a tisztségre. 18-án kimondták a korábbi junta feloszlatását, november 6-án pedig kiadták az Acta Solemne de la Declaración de Independencia de la América Septentrional (Ünnepélyes Okirat Észak-Amerika Függetlenségének Kinyilvánításáról) című függetlenségi iratot, amelyen Morelos aláírása nem szerepel.

### Morelos ötödik hadjárata

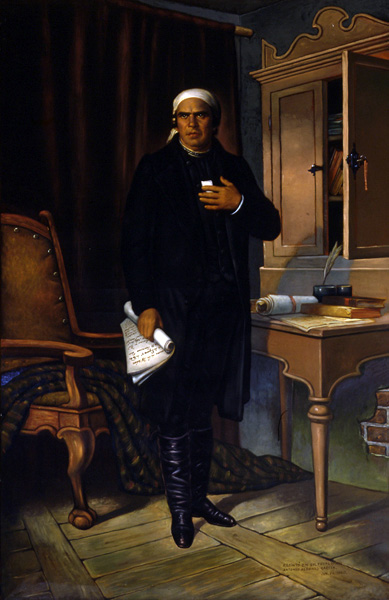
Festmény Morelosról 1865-ből

A kongresszus tagjai úgy gondolták, munkájukat Morelos szülővárosában, a kulcsfontosságú, de még a spanyolok kezén levő Valladolidban folytatják majd. Morelos hadserege ezért 1813. november 8-án a város felé indult, hogy megostromolja azt. Cutzamalát elérve egyesültek Matamoros, Nicolás Bravo és Galeana csapataival. December 23-án és 24-én a Santa María-i domboknál Ciriaco de Llano és Agustín Iturbide seregei visszaverték őket, majd Chupíónál és január 5-én Puruaránnál újabb vereségeket szenvedtek. Itt esett fogságba Matamoros is, akit Valladolidban február 3-án ki is végeztek, hiába ajánlott fel Morelos Callejának cserébe 200 spanyol foglyot. Amikor Morelos nyáron Matamoros mellett másik tehetséges vezértársát, Galeanát is elvesztette, így kiáltott fel: „¡Acabaron mis dos brazos: ya no soy nada!” („Vége a két karomnak, már egy semmi vagyok!”).
Amikor Morelos visszatért Tlacotepecbe, Liceaga a székhelyét időközben ide áthelyező kongresszus elnökeként azt javasolta Morelosnak, mivel nélküle lehetetlen volt az ülések megtartása, hogy fogadja el, hogy megvonják tőle a végrehajtó hatalom vezetőségét. Ő ezzel egyet is értett, ezért 1814. március 14-én megfosztották ettől a tisztségétől, főtábornoki rangját viszont megtartotta.
Eközben a jaliscói származású Pedro Moreno González de Hermosillo, aki Apatzingánban megismerte a Sentimientos de la Naciónt, szülőföldjére hazatérve egy kisebb sereget toborzott maga köré, amivel 1814 áprilisában hadműveletekbe kezdett. Május 4-én vereséget szenvedett Santiago Galdámeztől, de Las Jaulasnál és Ojo de Aguánál az újabb összecsapásokból már győztesen került ki, az utóbbi csatában maga Galdámez is meghalt. Moreno ezután számos kisebb csatát vívott (Altos de Ibarra, San Juan de los Herreros, San Juan de los Llanos, Comanjá), majd a Santa María de los Lagos melletti, Leóntól 25 km-re álló Sombrero nevű erődben rendezkedett be és innen irányította a Bajíót és a környező fennsíkok területét bejáró portyázásait. Az erődöt évekig védte, hiába ostromolták többször is a spanyolok.
Az Ibériai-félszigeten 1814 elején véget ért a félszigeti háború, ennek következményeként pedig VII. Ferdinánd visszatérhetett a trónra. Egyik első intézkedése volt, hogy májusban eltörölte a szabadelvű cádizi alkotmányt, ez pedig új helyzetet teremtett a mexikói függetlenségi háborúban is, mivel amikor a felkelők azt követelték, hogy a hatalmat a nép gyakorolja, már nem hivatkozhattak a törvényes uralkodó hiányára, így innentől kezdve a harc egyértelműen királyellenessé is vált.

### Az apatzingáni alkotmány
Ezalatt Morelos a királypártiak által üldözve Apatzingánba érkezett, ahol október 22-én a kongresszus kiadta az apatzingáni alkotmányt (Decreto Constitucional para la Libertad de la América Mexicana), amelynek ő is egyik szerzője volt (az utolsó fejezetekben működött közre). Ezután Morelost, José María Liceagát és José María Cost megválasztották, hogy vezessék az újonnan létrejött kormányzatot. Az alkotmány elfogadásának napján hálaadó misét és táncos bankettet is tartottak, Morelos pedig kijelentette, ez volt életének legboldogabb napja.

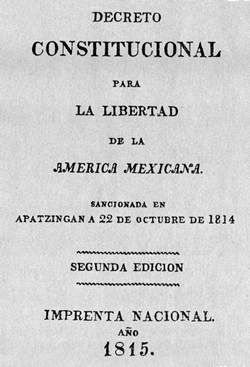
Az alkotmány második kiadásának címlapja

Az alkotmány két fő részből áll. Az első rész 6 fejezetében felsorolt 41 pont alapvető tételeket tartalmaz a vallásról, a hatalomgyakorlásról, a törvényekről, valamint az állampolgárok jogairól és kötelességeiről. A második rész 22 fejezetének 201 pontja pedig a kormányzás módjáról, a választásokról, a közigazgatásról és az igazságszolgáltatásról szól. Felfedezhetők benne a francia, az USA-beli és a cádizi alkotmány egyes elemei vagy legalább azok hatása. A korábban már létező, spanyolok által hozott törvények nagy részének érvényességét elismerte, kivéve azokét, melyek ellentétben álltak magával az alkotmánnyal.
Az alkotmány kizárólagos államvallássá tette a római katolikus vallást, de a Rayón által korábban szorgalmazott egyházi „hűségbíróság” létrehozása nem szerepelt benne. Mindenkit állampolgárnak ismertek el, aki a birodalom területén született, de a legsúlyosabb bűnöknek számító eretnekséget, vallásmegtagadást vagy nemzetellenes bűncselekményeket az állampolgárság elvesztésével büntették.
A törvény szétválasztotta a hatalom három ágát és kimondta, hogy a hatalmat a nép gyakorolja választott képviselők útján. A törvény előtt mindenki egyenlő, a magántulajdon pedig védelem alá esik. Rögzítette, hogy a politikai tisztségek nem örökölhetők, a sajtó szabad, a kínzást és a rabszolgaságot pedig betiltotta.
A köztisztviselők fölött egy külön bíróság rendelkezett, de volt egyfajta „mentelmi joguk”: amíg hivatalban voltak, csak akkor indulhatott ellenük eljárás, ha vallás- vagy államellenes bűncselekményt követtek el, ez utóbbi kategóriába beleértve a politikai hűtlenséget, a sikkasztást és a közpénzek elpazarlását is.
A mexikói birodalmat 17 tartományra osztotta fel, melyek többsége (ha más határokkal is, de) ma is létező állam: México, Puebla, Tlaxcala, Veracruz, Yucatán, Oaxaca, Técpam, Michoacán, Querétaro, Guadalajara, Guanajuato, Potosí, Zacatecas, Durango, Sonora, Coahuila és Új-León.

### Morelos elfogása és kivégzése
Morelos ezek után már csak a kormányzás megszervezésével törődött, katonai feladatokat nem vállalt. A következő egy évben még rengeteg helyen járt: Tancítaro és Uruapan után visszatért Apatzingánba, ahonnan december 16-án indult tovább. 1815 májusában a kormány elhagyta addigi székhelyét, Ariót; Morelos Cutzamalába, Tlalchapába, majd Puruaránba ment, augusztusban pedig ismét Uruapanba. Mivel a spanyolpártiak üldözték őket, a kongresszus Tehuacánba költözött, Morelos pedig szeptember 28-án Huetamo, Cuztamala és Tlalchapa irányába indult, november 2-án érkezett Atenango del Ríóba, 3-án Temalacába, 5-én pedig a Pilcaya felé vezető úton Manuel de la Concha seregei rátámadtak.

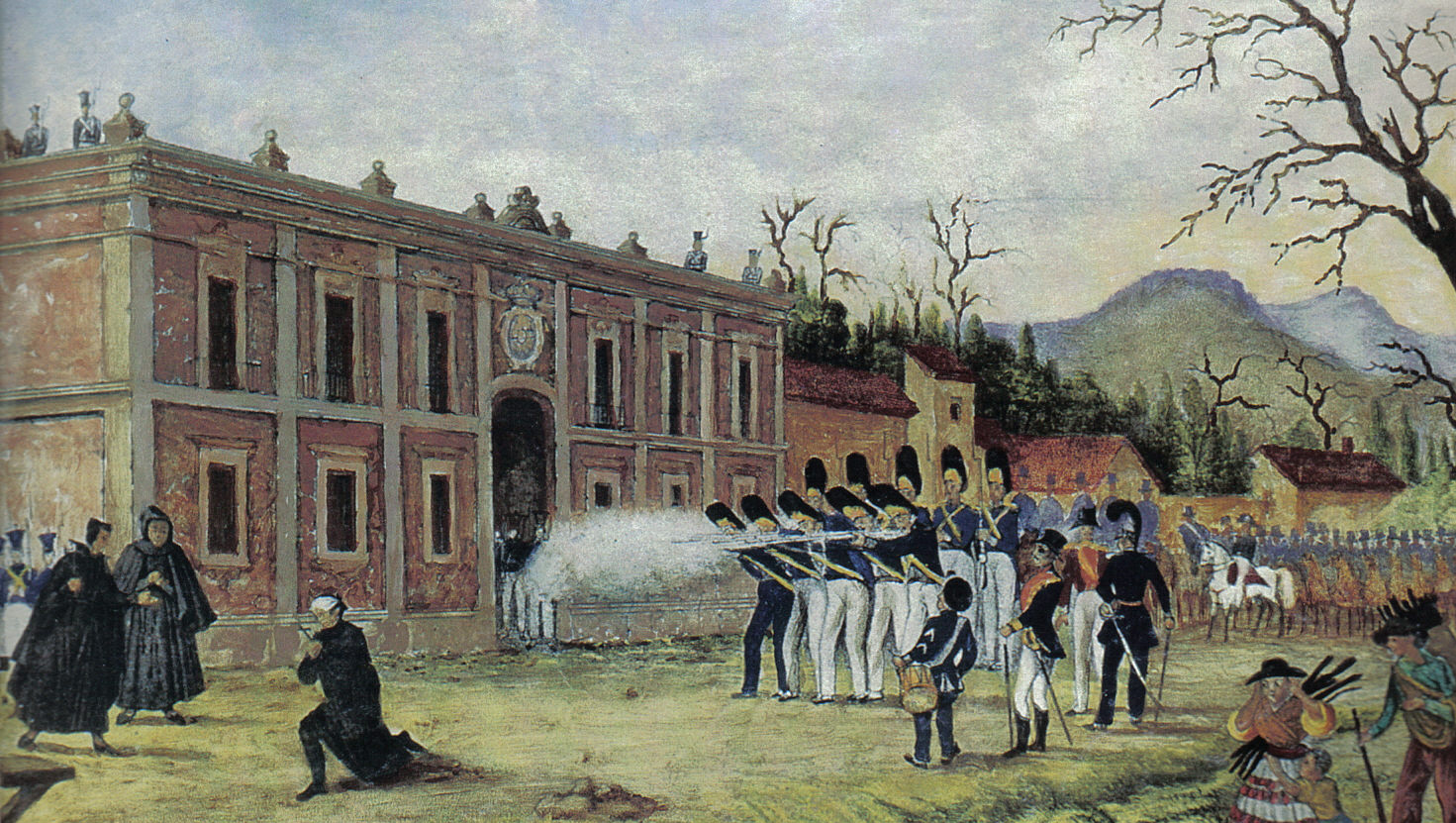
Morelos kivégzése Ecatepecben

Már amikor megtudta, hogy a spanyol seregek a nyomában vannak, úgy rendelkezett, hogy a kongresszus, a törvényszék és a végrehajtó hatalom emberei meneküljenek addig, amíg ő szembeszáll az ellenséggel. Seregei egy dombon sorakoztak fel, három részre osztva, a középsőt, amely két kis ágyúval rendelkezett, ő maga irányította. A spanyolok hamar szétverték a José María Lobato által vezetett jobb szárnyat, ez pedig zavarodást okozott a teljes felkelő hadban. A bal szárnyat irányító Nicolás Bravo ekkor odalépett Moreloshoz és kinyilvánította, hogy az ő oldalán harcolva akar meghalni, a főtábornok azonban ezt visszautasította és úgy rendelkezett, Bravo is segítsen a kormányzat menekülő tagjainak.
Morelos néhány emberével az utolsó töltényig harcolt, majd egy erdőbe menekült, ott azonban Matías Carranco csapatai utolérték és foglyul ejtették, 28 társával együtt. Carranco 1812-ben állt át a felkelők oldaláról a spanyolokhoz, éppen Morelosszal való személyes nézeteltérései miatt. A 29 fogolyból csak Morelost és José María Morales káplánt hagyták életben, a többieket ott helyben agyonlőtték.
Morelost Mexikóvárosba szállították, ahol november végén megfosztották minden egyházi tisztségétől, sőt 27-én az inkvizíció eretnekké, valamint Isten, a király és a pápa elárulójává is nyilvánította. A foglyot december 22-én végezték ki Ecatepec városában.

## Harmadik szakasz: gerillaháború
A függetlenségi harc Morelos halálával indult igazán hanyatlásnak. A még harcoló egységek nagy területen szétszóródva, kisebb csoportokban maradtak meg, igazi, nagy formátumú vezető nélkül. Alig egyharmaduk rendelkezett tűzfegyverrel, a többieknek legfeljebb íjaik, kardjaik és lándzsáik voltak. Ezért úgy látták jobbnak, ha kerülik a nyílt tereken való összecsapásokat: inkább a hegyekben bújtak meg, és egyfajta gerillaháborúba kezdtek.
Andrés Quintana Roo és Leona Vicario évekig a déli hegyekben éltek, még barlangokban is meghúzódtak (gyermekük, Genoveva is egy barlangban született meg 1817-ben). Ugyancsak a Déli-Sierra Madre hegyei közé vette be magát Vicente Guerrero és társa, Pedro Ascencio is. Bár Guerrero 1816. november 7-én Cañada de los Naranjosnál vereséget szenvedett, 16-án a Piaxtla hegynél győztes csatát vívott, valamint Azoyú közelében legyőzte a Zavala és Reguera által vezetett spanyolokat is. Mivel a szeptemberben kinevezett Juan Ruiz de Apodaca alkirály tudomására jutott, hogy Guerrero apja nem támogatja fia harcát, apjával próbálta meg rávetetni a fiút, hogy hagyjon fel tevékenységével. Ekkor mondta Guerrero máig híres mondatát, amelynek utolsó néhány szava önálló mondatként a mai mexikói kongresszus törvényhozási falára felírva díszhelyet foglal el: „Mindig is tiszteltem apámat, de a haza az első”.
Guadalupe Victoria csapatai Veracruz hegyei között bújtak meg. Toloméi és Puente del Rey-i győzelme után az utóbbi helyen rendezte be főhadiszállását, 1817-ben azonban Palmillánál José Manuel Armijo seregeitől vereséget szenvedett, és innentől kezdve éveken keresztül rejtőzködnie kellett. Manuel Mier y Terán emberei 1817 elejéig Puebla tartományban, Tehuacán környékén, Francisco Osornóéi pedig Zacatlán vidékén tevékenykedtek. Utóbbiak 1816 áprilisában a Venta de Cruz-i csatában (közel Tembleque atya híres vízvezetékéhez) vereséget mértek Manuel de la Concha csapataira, aki azonban néhány nap múlva visszavágott, és Anastasio Bustamante segítségével szétverte Osorno egységeit, akik közül ezután sokan éltek a felajánlott lehetőséggel és átálltak a spanyolok oldalára.
Ignacio López Rayón testvére, Ramón Rayón a Cóporo-hegyen levő erődbe vette be magát, amit még 1815 márciusának elején Agustín de Iturbide is megtámadott, de visszaverték. Az erődöt végül 1817 januárjában adta fel. Eleinte vele tartott José María Cos is, de neki 1816 közepére elfogyott forradalmi hevülete, visszavonult és amnesztiáért folyamodott.

### Az új alkirály és az amnesztia

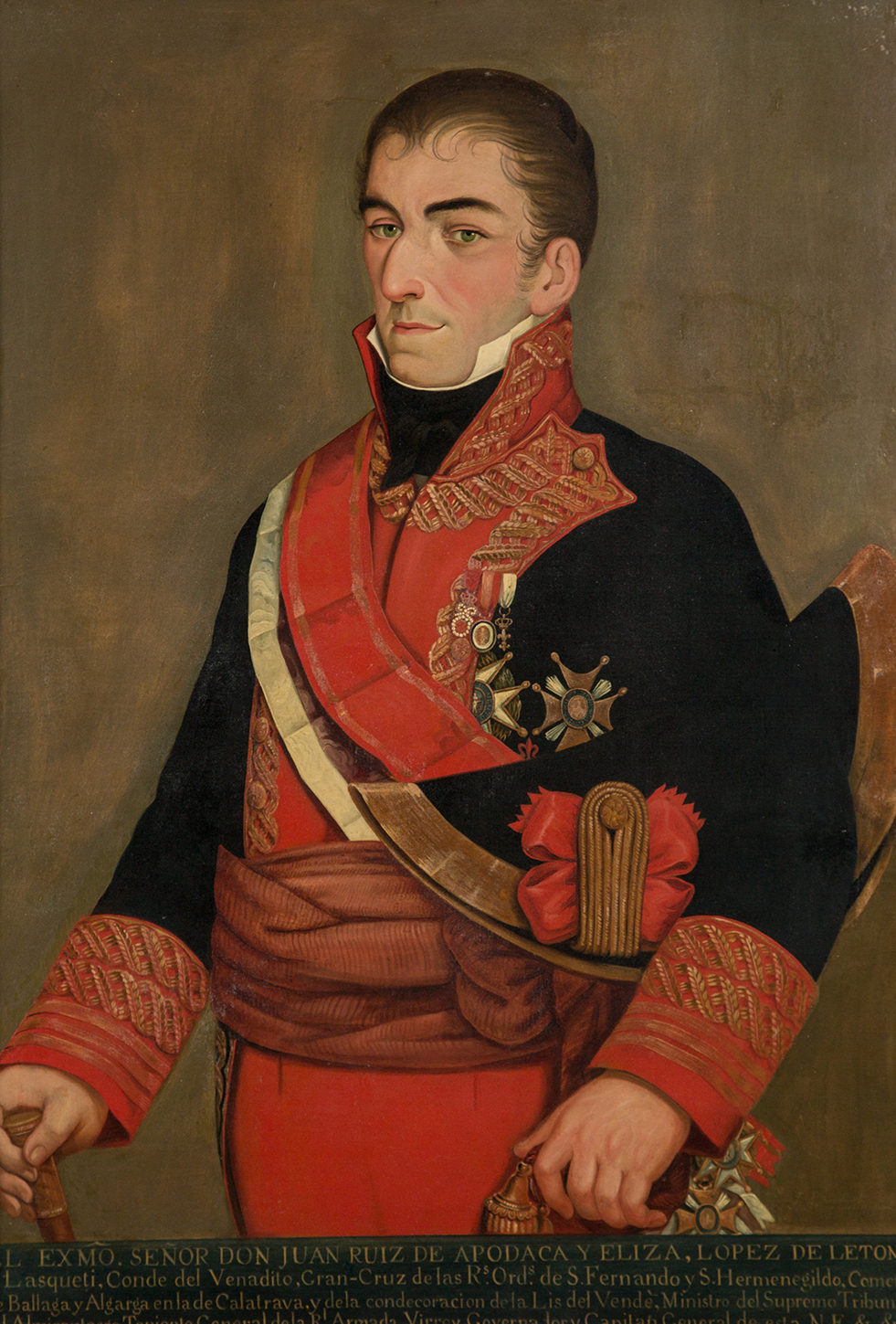
Juan Ruiz de Apodaca, az új alkirály

1816 szeptemberében Félix María Calleját leváltották és hazarendelték Spanyolországba, az új alkirály a 20-án hivatalba lépő Juan Ruiz de Apodaca lett. Calleját otthon hatalmas pompával fogadták, megkapta a Calderón grófja címet, valamint kinevezték Andalúzia capitán generaljává és Cádiz kormányzójává.
Új-Spanyolországban Apodaca elődeiétől különböző politikát kezdett alkalmazni, sokkal nagyobb hangsúlyt fektetett az amnesztiára: 1817. január 30-ai keltezésű kiáltványában büntetlenséget ajánlott a még harcoló függetlenségieknek, amennyiben felhagynak harcukkal és csatlakoznak a Ferdinándhoz hű spanyol seregekhez. Igaz, korábban már Venegas és Calleja is próbálkozott ilyen tervekkel, de eleinte kevesebb sikerrel; az Apodaca által felkínált lehetőséget viszont az elkövetkező évek során sokan igénybe vették, így a mozgalom még jobban meggyengült. Az első kérelmezők között volt március 8-án Carlos María de Bustamante, a chilpancingói kongresszus egykori képviselője.

### A jaujillai junta
Morelos elfogásával a már addig is instabil politikai egység teljesen megszűnt a felkelők köreiben. Az anáhuaci (chilpancingói) kongresszust Tehuacánban hívták össze újra, a végrehajtó hatalom elnöki tisztségét Ignacio Alas vette át, helyettes tagként részt vett még benne Juan José del Corral, Benito Rocha és Juan Antonio Gutiérrez de Terán is, a legfelsőbb bíróságot Carlos María de Bustamante és Nicolás Bravo vezette. A Tehuacánt megszállva tartó függetlenségi csapatok vezére, Manuel Mier y Terán azonban maga szerette volna átvenni a teljes mozgalom irányítását, ezért decemberben sikerült elérnie a kongresszus feloszlatását. Megpróbálta maga mellé állítani Guadalupe Victoriát, Vicente Guerrerót, Francisco Osornót és Nicolás Bravót is, de nem tudta őket meggyőzni, így elszigetelődve folytatta harcát Tehuacán környékén.
A feloszlott kongresszus helyett mások egy újabb szervezetet, a Junta Subalternát („Alárendelt junta”) hoztak létre Taretanban, de 1816 elején a Santa Ifigenia haciendánál a kongresszus ellenségévé vált Rayónhoz hű Juan Pablo Anaya emberei a junta tagjait elfogták és Arióban tartották őket fogva. A környező települések vezetői viszont márciusban José María Vargas ösztönzésére Uruapanban egy újabb szervezetet létesítettek, amit jaujillai juntának neveztek el a Zacapui-tó szigetén található Jaujilla nevű erőd után, ahol hamarosan berendezkedtek. A junta fontos tagjai közé tartozott Vargas mellett Remigio Yarza (a zitácuarói junta egykori titkára), Víctor Rosales (zacatecasi felkelő), José Antonio Torres pap, José María Izazaga ügyvéd, José de San Martín kanonok és Manuel Amador. A junta irányítása alá tartozó mintegy 300 ember Guanajuato területén portyázott.
Rayón és Anaya viszont nem ismerték el a jaujillai juntát sem, sőt, Rayón 1817-ben fel is lázadt ellene, ezért Nicolás Bravo elfogta, decemberben pedig a spanyolok fogságába került.

### Francisco Xavier Mina hadjárata

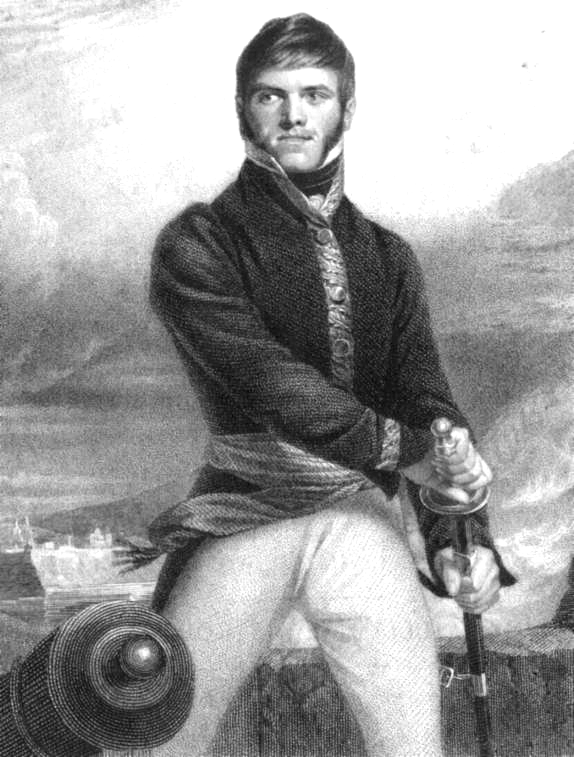
Francisco Xavier Mina

1817-ben a függetlenségi harcosoknak váratlan segítsége érkezett Európából: Francisco Xavier Mina április közepén kikötött Tamaulipas partjainál.
A navarrai születésű fiatal Spanyolország oldalán vett részt a félszigeti háború kezdeti szakaszában, azonban hamarosan elfogták és Franciaországba szállították. Napóleon 1814-es vereségével szabadult csak ki, ekkor visszatért Navarrába, azonban azt kellett tapasztalnia, VII. Ferdinánd spanyol király érvénytelenítette a cádizi alkotmányt és foglyul ejtette a korábban a franciáknak ellenálló képviselőket.
Bár ajánlatot kapott arra, hogy Új-Spanyolországban a felkelők ellen harcoljon, ő azonban ezt visszautasította, sőt, királyellenes összeesküvést szőtt, melynek célja az alkotmány visszaállítása lett volna. A terv azonban nem sikerült, Minának Franciaországba kellett menekülnie, azonban amikor Napóleon visszatért, ott sem maradhatott. Hogy segítséget és pénzt szerezzen a további Ferdinánd-ellenes mozgalom számára, Angliába ment, ahol találkozott Servando Teresa de Mier atyával, akitől értesült az 1810-ben kezdődött mexikói függetlenségi háború részleteiről és az apatzingáni alkotmány létezéséről.
Mina úgy látta, ha a felkelők oldalán kapcsolódna be a harcba, az is segítene meggyengíteni az általa gyűlölt rendszert. Hangsúlyozva, hogy nem Spanyolország, hanem a spanyol kormány és a rendszer ellen fog harcolni, 30 társával, köztük Servando Teresa de Mierrel, Liverpoolban 1816 májusában hajóra szállt és elindult az óceánon keresztül.
Hajójuk Norfolk városában kötött ki. A csapat célja az volt, hogy találkozzanak José Manuel de Herrerával, aki a mexikói felkelők képviseletét látta el az Amerikai Egyesült Államok kormányánál, felfegyverezzenek egy csapatot és kikössenek valahol a Mexikói-öböl partján. Herrerát azonban még a szárazföld belsejébe utazva sem találták meg.
Az expedíció hamarosan szétvált, egy része hajóra szállt, hogy kapcsolatba lépjenek Guadalupe Victoriával és felmérjék a függetlenségi harc valós helyzetét. Boquilla de Piedrasban próbáltak partra szállni, de ez a kikötő év végén a spanyolok kezére került. Mina Baltimore-ban további két hajót indított útnak Haitiba, hogy onnan is segítséget próbáljon szerezni. Ő maga is a szigetre hajózott, Port-au-Prince-ben találkozott Simón Bolívarral is, de tőle is visszautasítást kapott. 1816 vége a Texas-beli Galvestonban érte Mináékat. Ha Herrerával nem is, de titkárával, Cornelio Ortiz de Záratével végül sikerült találkoznia: felajánlotta neki szolgálatait, így kinevezték az Expedición Auxiliar de la República Mexicana (A Mexikói Köztársaságot segítő expedíció) vezetőjévé.
New Orleansban újabb két hajót szerzett, majd mintegy 250 emberével 1817 elején elérte a Río Bravo torkolatát. Itt partra szállva kiadott egy kiáltványt, amelyben katonáit szigorú fegyelemre szólította fel és kinyilvánította: célja nem a hódítás, hanem a harc az emberi jogok védelméért.
Három hajója, a Cleopatra, a Neptuno és a Congreso Mexicano április 15-én kötött ki a Santander folyó torkolatánál, innen a csapat a közeli Soto la Marina városába vonult. Mina itt nyomdát létesített, melynek segítségével újabb kiáltványt jelentetett meg, amelyben harcba hívta Új-Spanyolország lakosságát. Körülbelül egy hónapos Soto la Marina-beli tartózkodásuk idején szereztek tudomást a jaujillai juntáról.
Mina 300 emberével május végén útnak indult az ország belseje felé, hogy személyesen is felvegye a kapcsolatot az ottani felkelőkkel. A városban hátramaradt csapatokra a spanyolok hamarosan vereséget mértek, Teresa de Mier is fogságba esett. A délnyugatra tartó Mina Horcasitasban 700 lovat rabolt el, ez elegendő volt teljes seregének. Első csatájukat a Valle del Maíz-völgyben vívták június 8-án: a rájuk támadó kis sereget könnyedén legyőzték, majd haladtak tovább a Bahío felé. A Peotillos haciendánál egy náluk csaknem 7–8-szor nagyobb ellenséges egységet is visszavertek (mindössze három óra alatt, igaz, Mina 300 emberének mintegy ötöde elveszett), majd elfoglalták a Zacatecas-beli Real de Pinost is.
Júniusban találkoztak először a helyi felkelők csapataival, Mina 24-én érkezett meg a Sombrero nevű erődbe, melyet Pedro Moreno irányított. Vele és Encarnación Ortizszal San Juan de los Llanos mellett újabb győzelmet arattak a spanyolok felett, július 7-én az erődített Jaral hacienda bevétele után 1 400 000 pesónyi vagyont és élelmet találtak. Ezután León városát is megpróbálta elfoglalni, ez viszont nem sikerült.
A Sombrerót augusztus elején a spanyolok Pascual Liñán vezetésével ostromolni kezdték. Bár a támadóknak 2500 embere és 14 ágyúja volt, első, 4-i támadásukat a védők visszaverték. 7-én Mina megpróbált kijutni a körbezárt erődből, hogy élelmet juttasson be, de nem járt sikerrel. Másnap éjjel azonban kijutott onnan és a Los Remedios erődbe ment, ahonnan megpróbált erősítést juttatni az ostromolt és egyre inkább vízhiánnyal küzdő Sombreróba. A reménytelenség, az éhség és a szomjúság viszont végül arra kényszerítette Morenót, hogy 19-én adják fel az erőd védelmét és este meneküljenek el onnan. A menekülőkön azonban a spanyolok rajtaütöttek: hatalmas vérengzés kezdődött. Sokan, köztük Moreno felesége és gyermekei az erődbe vonultak vissza, vesztükre: amikor másnap reggel a spanyolok bevonultak a feladott erődbe, mintegy 200 foglyot azonnal agyonlőttek. Az erődöt földig rombolták, Moreno családtagjait pedig fogságba vetették: először Leónban, majd Silaóban őrizték őket, itt a két legkisebb gyermek meghalt.
Az a kevés ember, aki meg tudott menekülni a Sombreróból, köztük Moreno, a Los Remedios-erődben csatlakozott Minához és annak kapitányához, José Antonio Torreshez. Liñán azonban ezt az erődöt is ostrom alá vette, ezúttal már 6000 emberrel. Mina elmenekült, majd embereivel a következő napokban további erősítést próbált meg szerezni, eközben a Bizcocho haciendát és San Luis de la Pazt sikerült elfoglalniuk, de San Miguel el Grandét nem.
Mina úgy vélte, Guanajuato megtámadásával megoszthatnák az ellenség figyelmét, Torres azonban ezt rossz taktikának tartotta. Végül október 25-én Moreno és Mina csapatai mégis megtámadták a várost, de az ostrom során embereik szétszóródtak és a vezérek is alig tudtak elmenekülni a keskeny utcák szövevényes hálózatában. Ezután egy rövid időre a Venadito ranchóban találtak menedéket, azonban 27-én Francisco de Orrantía emberei rajtuk ütöttek, Morenot egy lövöldözés során megölték, Minát pedig foglyul ejtették és november 11-én a Cerro del Bellaco nevű hegyen kivégezték. Moreno holttestének fejét levágták és elrettentésül kifüggesztették Lagosban.

### A jaujillai erőd ostroma és a junta sorsa
1817 decemberében Apodaca alkirály ezer fős hadsereget küldött a jaujillai erőd bevételére. Parancsnokuk Matías Martín y Aguirre volt, aki arról volt ismert, hogy ellentétben a legtöbb spanyol hadvezérrel, mindig emberségesen bánt a legyőzöttekkel. Az erődöt Vicente Lara ezredes csapatai védték, két közvetlen alárendeltje a Mina seregével az USA-ból érkezett Lawrence Christie és James Devers volt. Amikor már három hónapja húzódott az ostrom és fogytán volt az élelmiszer, Lara feladta az erődöt, amit aztán Aguirre emberei földig romboltak, a foglyokat viszont szabadon engedték.
A menekülni kényszerült juntát irányító Ignacio Ayala, valamint titkára, Francisco Lojero és az egyik képviselő, Mariano Tercera lemondtak, a junta pedig egy Zacate nevű faluban települt meg. Az elnök helyét José de San Martín vette át, aki Antonio Cumplidót, Pedro Villaseñort és Pedro Bermeót három kisebb terület kormányzójává nevezte ki. A spanyolok azonban Zacatébe is bevonultak, San Martínt elfogták, a többiek elmenekültek. Ezután újabb junta jött létre, amelyet José Pagola, Mariano Sánchez de Arriola, Pedro Villaseñor és Pedro Bermeo irányított.
Juan Arago ezredes a Los Frijoles rancho közelében 1500 katonával akart az ellenségre támadni, de emberei megfutamodtak. Ez, és a következő időszak sikertelensége vezetett oda, hogy ő is amnesztiát kért a spanyoloktól, José María Liceagát pedig Miguel Borja csapatai megölték, így a függetlenségi mozgalom kilátásai egyre reménytelenebbé váltak. A junta folyamatos üldöztetés közepette településről településre vándorolt, mígnem egy Cañadas de Huango nevű helyre érkeztek. Itt a spanyolok megpróbálták bekeríteni őket, de Vicente Lazo 1500 emberrel rájuk támadt, így ideiglenesen visszavonulásra kényszerítette őket. Harmadnap azonban a királypártiak ismét lerohanták őket és szétverték Lazo seregét, csak 30 ember tudott megmenekülni. A foglyokat a közeli Chacándiróban kivétel nélkül agyonlőtték. A junta megmaradt tagjai Villaseñor vezetésével a déli hegyekbe vándoroltak, ahol Vicente Guerrero még tartotta magát.

## Negyedik szakasz: a háború lezárása

### A cádizi alkotmány visszaállítása
Bár 1820 elején Pedro Ascencio még több vereséget is mért a királypárti erőkre (először Tlatlayánál és Cerromelnél győzte le őket, majd a Tolucából, Querétaróból és Celayából érkező erősítéssel visszatérő seregeket ismét szétverte Cerromelnél), ezeknek a győzelmeknek csak annyi volt a jelentősége, hogy a spanyolok déli hadseregét vezető Gabriel Armijo lemondott, a függetlenségiek győzelmi esélyei azonban továbbra sem nőttek.
Ezzel egy időben azonban jelentős fordulat állt be a spanyol politikai életben. Rafael de Riego a Sevilla közelében található Las Cabezas de San Juanban kikiáltotta az 1812-es cádizi alkotmány visszaállítását, és bár ezt eleinte a király nem ismerte el, sőt, Riego felkelését hamar le is tudta verni, La Coruñából február 19-én kiindulva az egész országra átterjedő újabb lázadások következtek, melyek végül március 10-én arra kényszerítették VII. Ferdinánd királyt, hogy tegyen esküt az alkotmányra. Az események híre még ebben a hónapban eljutott Új-Spanyolországba is.
Juan Ruiz de Apodaca alkirály egyelőre várakozó álláspontra helyezkedett, így egy ideig a gyarmaton nem történt semmi, az elkövetkezendő hónapokban azonban egyre több helyen tettek esküt az új alkotmányra, június első napjaiban már Mexikóváros vezetése és egyéb kormányzati szervek is követték a példát: nagyszabású misék bemutatása mellett hivatalosan is kihirdették a törvény életbe lépését.

### A La Profesa-i összeesküvés

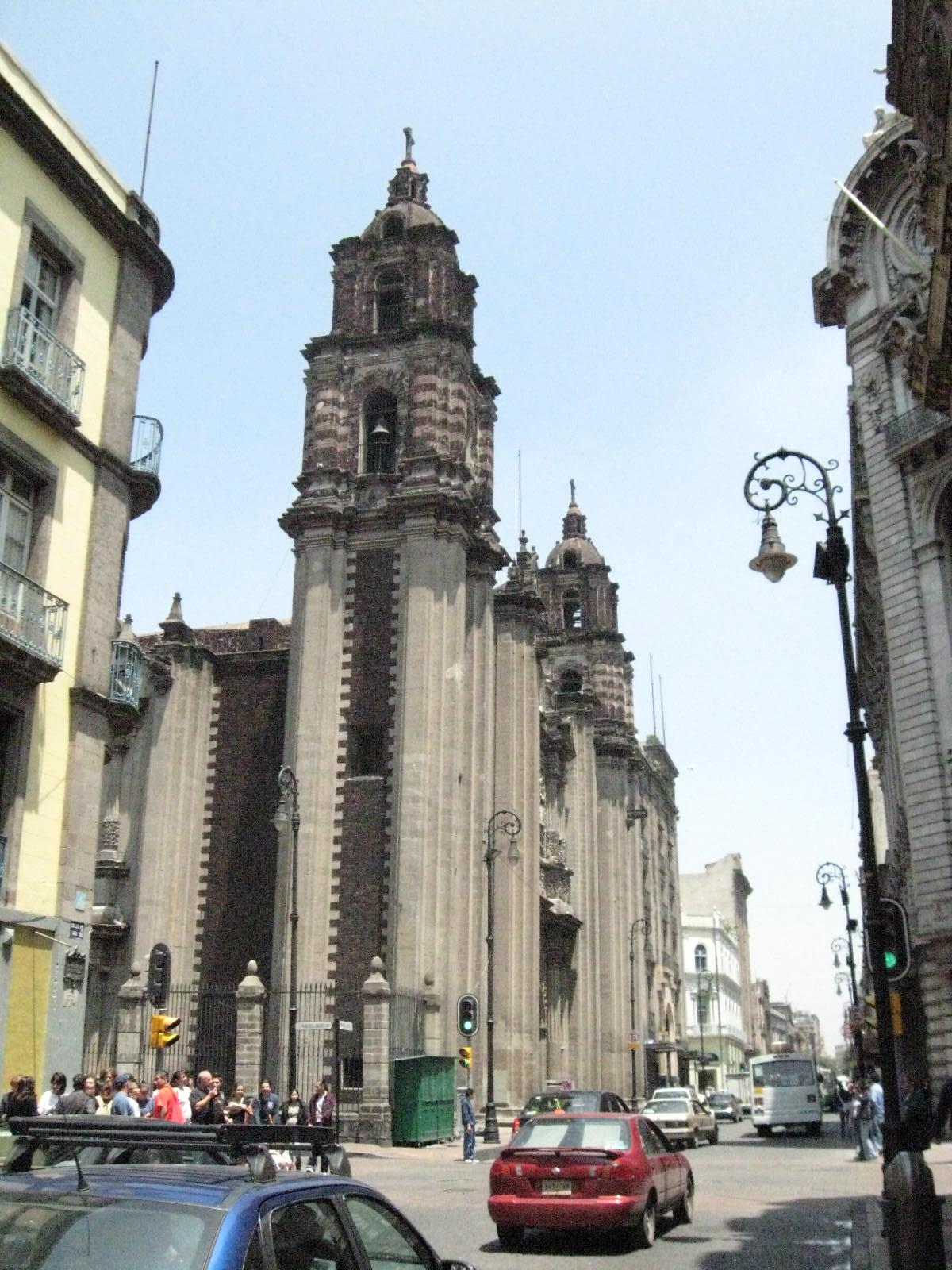
A mexikóvárosi Néri Szent Fülöp-templom, ismertebb nevén a La Profesa, az összeesküvés gyűléseinek fő helyszíne

A szabadelvű, antiabszolutista szemléletű cádizi alkotmány visszaállítása súlyosan sértette mind az egyházat, mind a gyarmati arisztokráciát (például az egyházi vagyon államosításával, az inkvizíció megszüntetésével és a sajtószabadság kiterjesztésével). Ezért Matías de Monteagudo kanonok vezetésével a mexikóvárosi Néri Szent Fülöp-templomban (közismert nevén a La Profesában) titkos gyűlések sorozata kezdődött, melyek résztvevőinek célja az volt, hogy megakadályozzák az alkotmány életbe lépését Új-Spanyolországban, akár VII. Ferdinánd korábbi rendszerét támogatva, akár, ha a helyzet Spanyolországban nem változik, az anyaországtól való függetlenedés árán is.
Az összeesküvők úgy döntöttek, felveszik a kapcsolatot Agustín de Iturbidével és rábeszélik, hogy vegye át a Déli Hadsereg (Ejército del Sur) irányítását a lemondott Armijo helyett, és folytassa a harcot a délen meghúzódó, részben a cádizi alkotmányt is támogató felkelőkkel. Ehhez az alkirály, aki egyetértett az összeesküvőkkel, pénzt és 2479 embert biztosított Iturbide számára.

### Az acatempani ölelés és az Iguala-terv
Iturbide elfogadta Juan Ruiz de Apodaca alkirály által történt november 9-i kinevezését és a hadak élére állt, néhány hét múlva pedig megindult Acapulco felé, főhadiszállását Teloloapanban rendezte be, ahova megérkeztek a tejupilcói, a temascaltepeci csapatok és a celayai hadsereg is. Hiába volt azonban katonailag bármilyen képzett is, a helyismerettel rendelkező Guerrero és Ascencio hegyek között megbúvó csapataival nem bírt. Decemben 18-án Tlatlaya mellett, 1821. január 2-án pedig Zapotepecnél is vereséget szenvedett, Guerrero pedig bevette Zacatepec városát is. Ráadásul Iturbide katonái közül többen nem bírták jól a déli meleg éghajlatot, ezért megszöktek. Ezek miatt, és mivel belátta, hogy a Spanyolországhoz fűző kötelékek nagyon meggyengültek, 1821 elején taktikát változtatott. Valószínűleg már előző év végén megszületett benne a gondolat, hogy megpróbálja egyesíteni az alkotmánnyal elégedetlen monarchiapártiakat, a meggyengült felkelőket és a hivatalos hadsereget, amelyben belső konfliktusokat is okozott, hogy a Spanyolországból erősítésként érkező katonák jobb elbánásban részesültek, mint a helyiek. A különböző célokért küzdő csoportok egyesítésére legjobb lehetőségnek egyetlen közös cél kijelölését: a függetlenség megvalósítását találta.

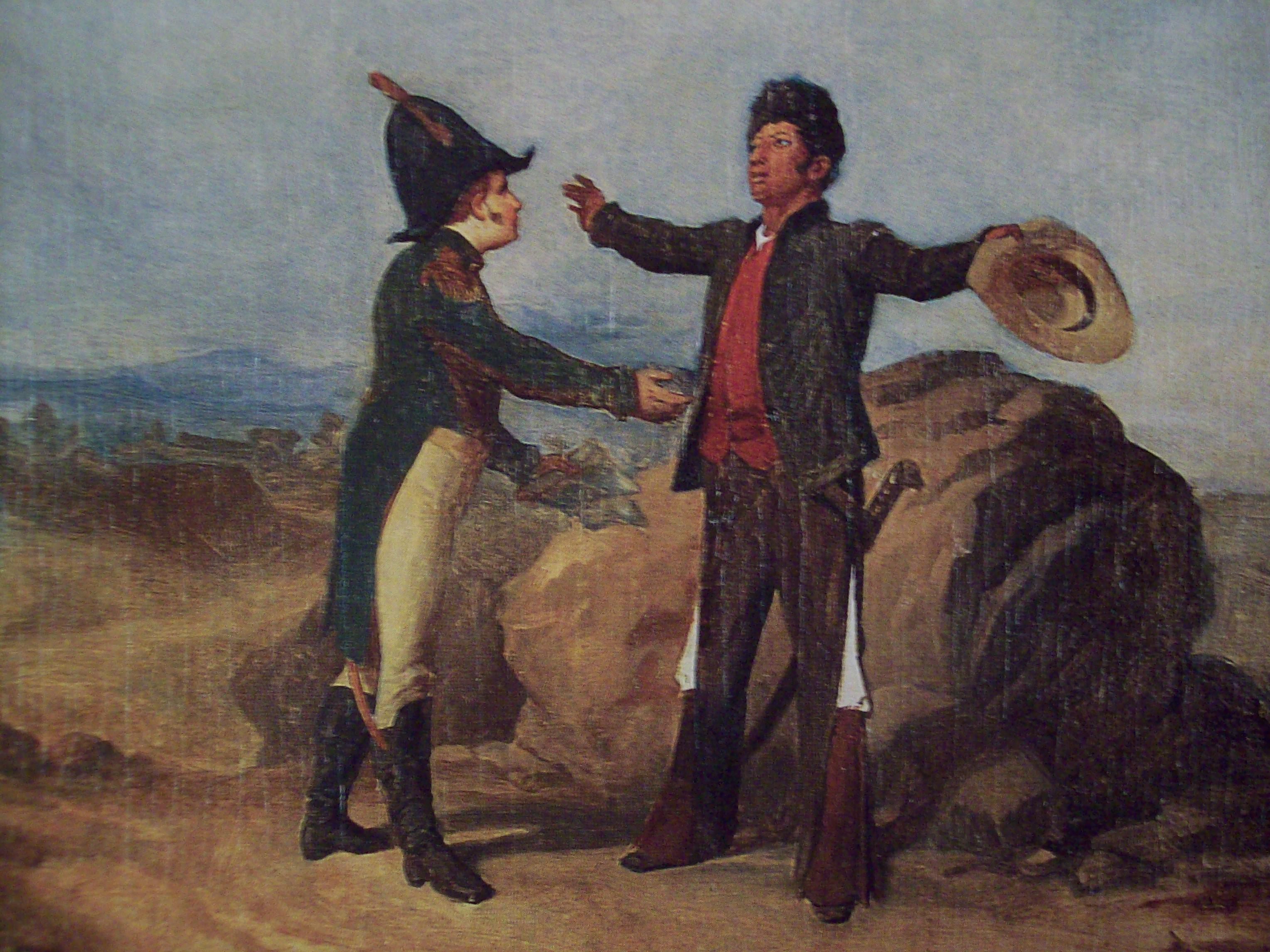
Az acatempani ölelés Román Sagredo 1870-es festményén, a bal oldali alak Agustín de Iturbide, a jobb oldali Vicente Guerrero

Levelezésbe kezdett több, vezető pozíciót betöltő új-spanyolországi személyiséggel (királypártiakkal és felkelőkkel egyaránt), köztük Guerreróval is, akinek először, január 10-én kelt levelében még azt ajánlotta, adja meg magát amnesztiáért cserébe. Guerrero 10 nappal később írt válasza negatív volt, sőt, Iturbidét kérte, hogy ő csatlakozzon a függetlenségért fegyverrel harcolókhoz. Iturbide ezután ennek ellenkezőjét ajánlotta Guerrerónak: hogy ő csatlakozzon hozzá, és az ő módszerével vívják ki a függetlenséget. Guerrero azonban nem akart társulni semmiféle mozgalomhoz, mely a király pártján áll. Ezután Iturbide személyes találkozót kért tőle. Az utolsó csatára kettejük emberei között a Cueva del Diablo („Az ördög barlangja”) közelében került sor, a felkelők kerültek ki belőle győztesen.
A két vezér 1821. február 10-én Acatempannál találkozott egymással, és végül megegyeztek abban, amit Iturbide ajánlott (ez volt az úgynevezett acatempani ölelés). Igaz, az elérni kívánt függetlenség nem eredeti, Hidalgo eszméin alapuló formájában, hanem monarchiaként valósult volna meg, de végül Guerrero is belátta, a helyzetnek ez lehet a lehetséges legjobb megoldása, és elfogadta Iturbidét az új nemzeti hadsereg fővezérének.
Iturbide megírta az alkirálynak, hogy Guerrero hajlandó csatlakozni, de hozzátette, egyelőre nem kellene elsietni a dolgokat, és meg kellene hagyni Guerrerót egy saját sereg élén. Egyúttal pénzt is kért Apodacától a katonák zsoldjára. Kapott is pénzt, azonban az nem volt elég, ezért feltartóztatott egy Acapulcóba tartó konvojt, melyet mexikói kereskedők küldtek Manilába és 525 000 pesót zsákmányolt tőlük. Igaz, megígérte, hogy később visszafizeti, sőt, van olyan feltevés is, hogy a kereskedők támogatták Iturbide tervét, és a feltűnés elkerülése érdekében küldték pont akkor, pont arrafelé a konvojt, hogy így juttathassák el neki a pénzt.

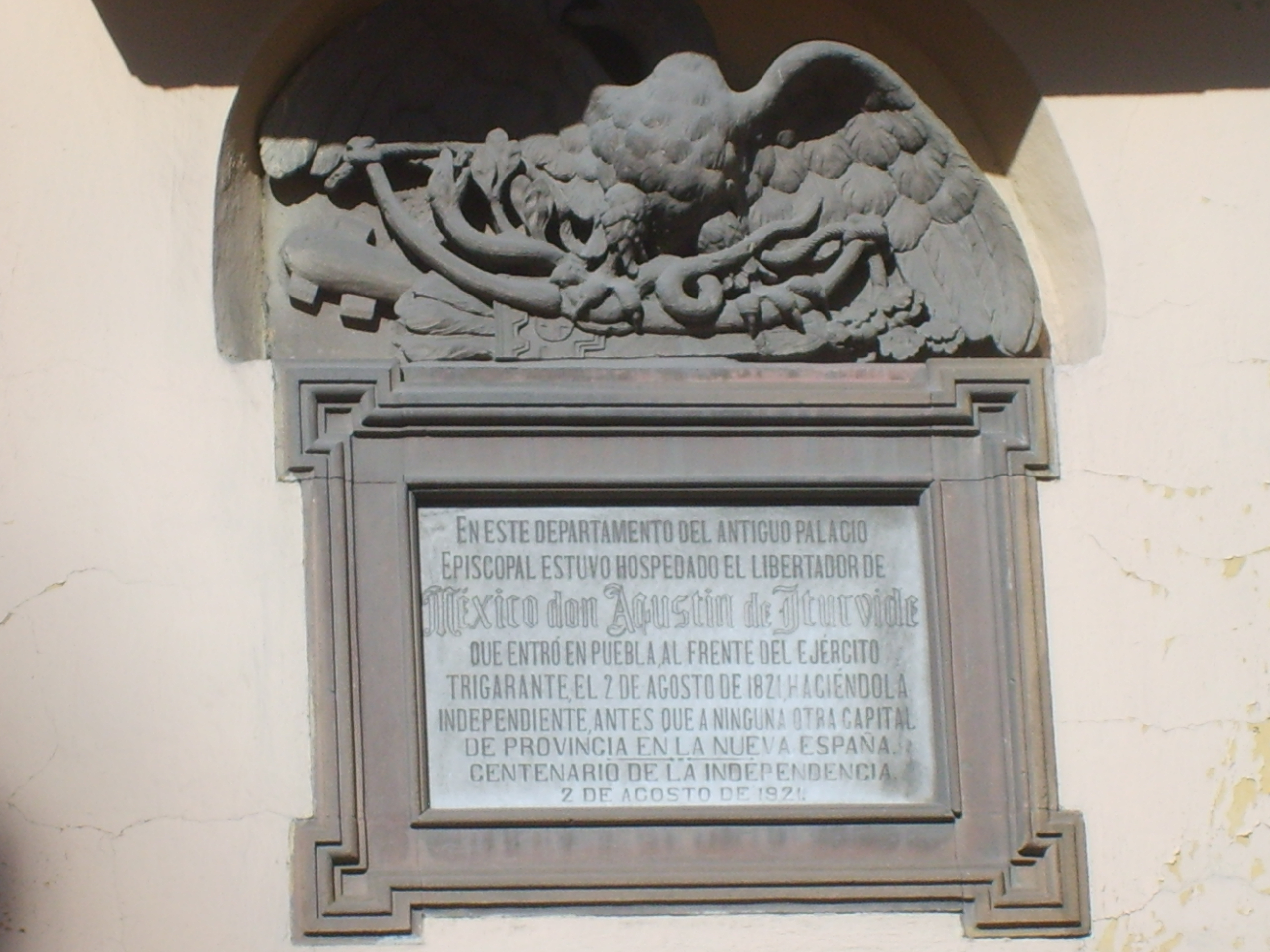
Emléktábla Pueblában Iturbide 1821. augusztus 2-i bevonulásáról

Két héttel később Iguala városában kihirdették a városról elnevezett Iguala-tervet, más néven a Három Garancia Tervét, melyben kinyilvánították három fő céljukat: Mexikó Spanyolországtól független alkotmányos monarchia, az egyetlen államvallás a római katolikus, és az ország minden lakóját, függetlenül attól, hogy spanyol vagy helyi származású, egyenlő jogok illetik meg. A terv szerint a trónt elsősorban VII. Ferdinándnak vagy más, a Bourbon-házból származó személynek ajánlották volna fel, ha viszont nem tart rá igényt senki, más uralkodóházak tagjai közül választanak császárt. Szerepelt benne még egy kormányzati junta (Junta Gubernativa) létrehozása, valamint alkotmányozó testületek életre hívása, melyek feladata egy Carta Magna megalkotása volt. Kimondta az állampolgársághoz és a tulajdonhoz való jogot is, és meghatározta az egyházi személyek és a közalkalmazottak kiváltságait.
Iturbide a terv szövegét már korábban, Puebla városában több példányban kinyomtatta, így már közzétételének napján számos másolatot tudott szétküldeni az ország legfontosabb méltóságainak. Kapott belőle az alkirályon és Mexikóváros érsekén kívül több katonai vezető és még a spanyolországi törvényhozás is. Március 1-jén ismertette a tervet seregének összes tisztjével, akik másnap reggel letették rá az esküt, a legénység pedig délután. Így jött létre az Iguala-tervben lefektetett elvek („garanciák”) védelmezésére és a harc befejezésére a Három Garancia Hadserege (Ejército Trigarante), melynek zászlajában először jelent meg a mai mexikói zászló három színe: a függetlenséget jelképező zöld, a vallást jelentő fehér és az egységre utaló piros. Guerrero példáján fellelkesülve Guadalupe Victoria és Nicolás Bravo is csatlakozott az új mozgalomhoz.
Apodaca alkirály azonban veszélyt látott a tervben. Megpróbálta lebeszélni Iturbidét róla, akinek még apját és nővérét is rávette, hogy írjanak Agustínnek, és próbálják meggyőzni, hogy mondjon le a megvalósításról. Az alkirály amnesztiát ajánlott minden katonának is, aki megadja magát, de mind a sereg tagjainak többsége, mind Iturbide hajthatatlanok maradtak. Utóbbi ezekkel a szavakkal fordult embereihez: „Katonák, esküszöm, nem hagyom el az ügyet, amibe belekezdtünk, és ha szükséges, vérem fogja megpecsételni örök hűségemet!”

### A Három Garancia Hadseregének hadjárata és a córdobai egyezmény

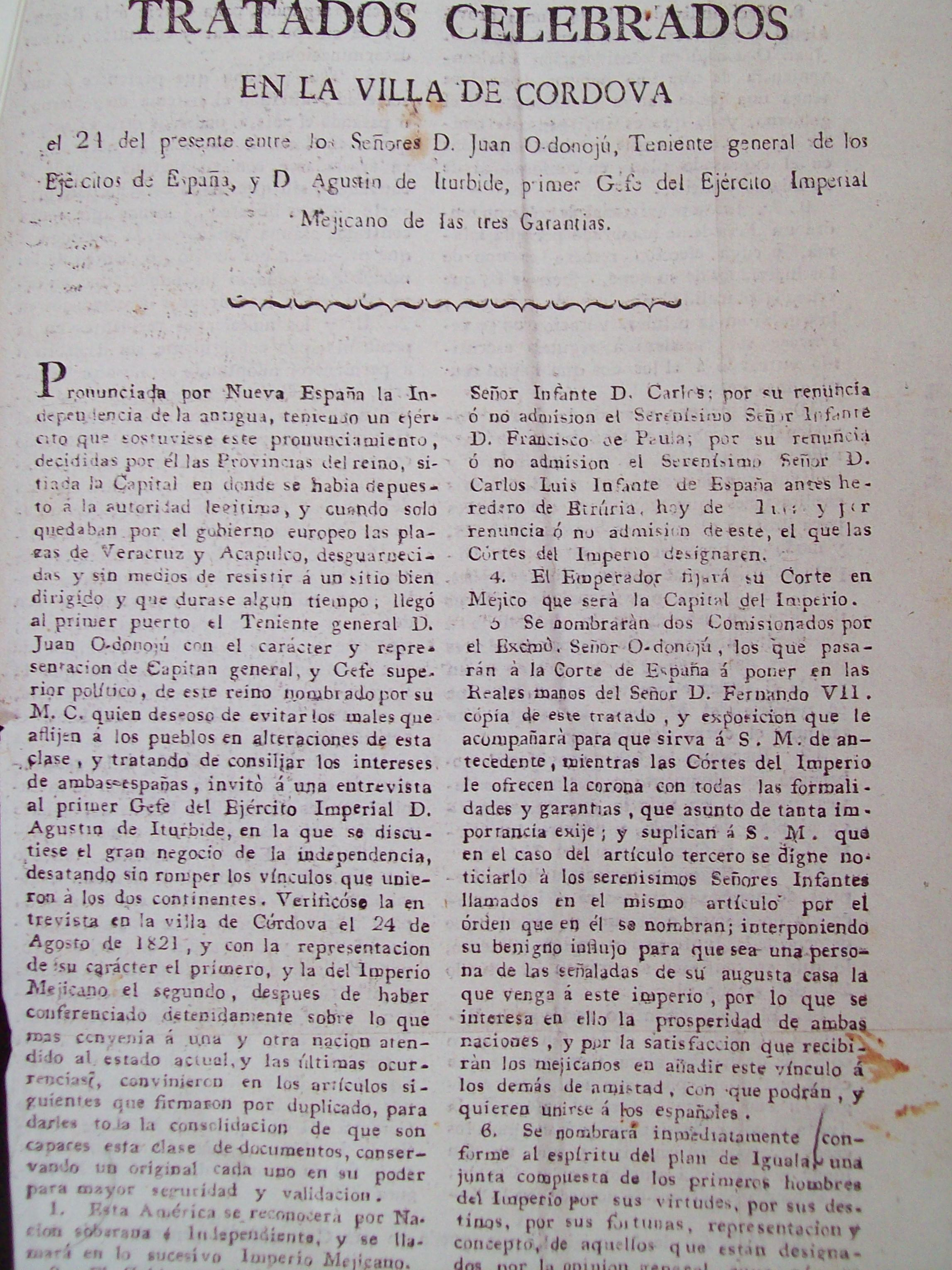
A córdobai egyezmény nyomtatott változata

Az új hadsereg létszáma kezdetben még a 2500 főt sem érte el, míg az alkirály több tízezer katonával rendelkezett. Hamarosan azonban a háromgaranciásokhoz ugyanúgy csatlakozott a maradék felkelők többsége, ahogy az eddig ellenük harcoló, korábban spanyolhű hadak (a mintegy 40 000-es, más forrás szerint 84 000-es seregből mindössze 8000 maradt hű eredeti uraihoz).
Iturbide három részre osztotta a hadsereget, az elsőt Guerrero, a másodikat José Antonio Echávarri, a harmadikat Anastasio Bustamante vezette. Óriási területeket bejárva csak kevés helyen kényszerültek csatára és azokat is könnyedén megnyerték. Számos város, melyet a hadsereg nem is érintett vonulása során, önként kinyilvánította csatlakozását az Iguala-tervhez.
Iturbide először Valladolidba, majd Guanajuatóba vonult, mindkét város harc nélkül megadta magát. San Juan del Ríónál azonban egy kisebb csatára is sor került: az Iturbide kíséretét vezető Mariano Paredes y Arrillaga kapitány mindössze 30 embere megfutamította a 400 fős királypárti sereget. Ugyancsak fegyveres összetűzés történt a Toluca melletti Huerta haciendánál: itt mind Vicente Filisola háromgaranciás serege, mint az Ángel Díaz del Castillo vezette spanyolok jelentős veszteségeket szenvedtek, de végül a függetlenségpártiak vonulhattak be győztesen a városba.
A háromgaranciások ellen nem elég határozottan fellépő Apodaca alkirályt (pontosabban új rangja szerint jefe políticót, azaz „politikai vezetőt”) a spanyolok leváltották, helyébe július 5-én Francisco Novellát nevezték ki, aki magát, sorsát előre látva „ideiglenes alkirálynak” nevezte. Katona alig állt rendelkezésére, és akik igen, azok is főként csak a fővárosban, Veracruzban, Durangóban, Perote erődjében és Acapulcóban. Oaxaca júliusban fogadta el a tervet, augusztus 2-án pedig Iturbide a tömeg éljenzése közepette vonult be Pueblába, ahol néhányan már az kiáltották: „Éljen I. Ágoston!” Az utolsó, kisebb csatára augusztus 19-én került sor Azcapotzalcónál (ma Mexikóváros egyik kerülete), itt Encarnación Ortiz háromgaranciás serege mért végső csapást a spanyolhű seregek maradványaira.
Időközben, július 30-án Veracruz kikötőjébe megérkezett Juan O'Donojú, akit a spanyolok új politikai főnöknek szántak. Ellenségei a kikötőt már megérkezésekor blokád alá vették, így az új „főnök” egy lépést sem tudott megtenni, és Novellával sem tudott találkozni, mivel ő akkor Mexikóvárosban tartózkodott. Ekkor egy kiáltványban kijelentette, hogy ha az ő rendszere (melyben még hitt, hogy létrejöhet) ellen bárki a legkisebb kifogást is emeli, meg fogja adni a lehetőséget, hogy helyette olyan vezetőt válasszanak maguknak, akit alkalmasabbnak gondolnak a feladatra. Továbbá írt egy levelet Iturbidének is Pueblába, melyben találkozóra és a helyzet végső tisztázására hívta, egyúttal menlevelet is kért tőle. Iturbide azonnal továbbította mind a kiáltványt, mint a levelet Novellának. Ideiglenes fegyverszünetet kötöttek, találkozási helyül pedig a Veracruztól nem túl messze fekvő Córdobát jelölték ki. O'Donojú augusztus 23-án érkezett meg a városba, ahol másnap Iturbidével részt vettek a misén, majd megtartották megbeszélésüket. Végül aláírták a 17 pontból álló córdobai egyezményt, melyben rögzítették: kisebb módosításokkal elismerik az Iguala-tervben megfogalmazott célokat. A módosítások közül legfontosabb volt, hogy már nem kötötték ki, hogy ha VII. Ferdinánd vagy rokonai nem fogadják el a mexikói trónt, akkor más uralkodóházból kell császárt választani, hanem bárkit lehetett. Ezzel megnyílt a lehetőség Iturbide császárrá választása előtt is.
Hamarosan O'Donojú és Novella az Azcapotzalco melletti Patera haciendában találkozott, hogy megegyezzenek a hatalom átadásáról-átvételéről, majd csatlakozott hozzájuk Iturbide is, aki garantálta, hogy a spanyol politikai foglyokat szabadon engedik és megengedik, hogy Kubába távozzanak. Szeptember 16-án O'Donojú Tacubayában közzétett egy kiáltványt a mexikói néphez, melyben kihirdette, hogy az évtizedes háború véget ért, már csak a kormányzatot kell létrehozni. Ugyanezen a napon Iturbide is kiáltványt intézett a megmaradt spanyol vezérekhez, és bátorította őket, álljanak át a győztesek oldalára, majd Tacubayában elkezdte megszervezni a 38 fős ideiglenes kormányt (Junta Provisional Gubernativa), és előkészületeket tett a Mexikóvárosba történő bevonulásra.

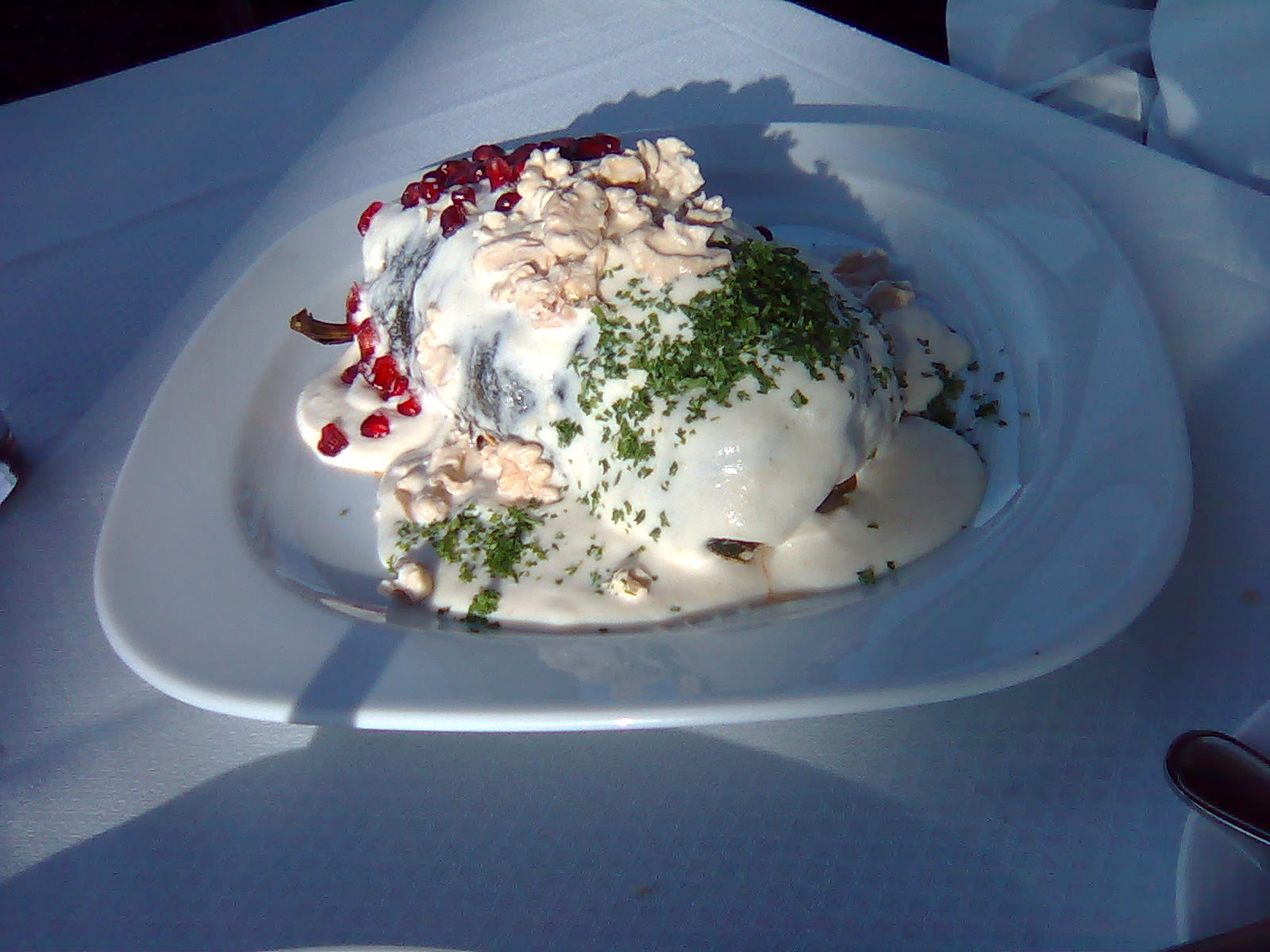
Chiles en nogada, Agustín Iturbide tiszteletére megalkotott, az új nemzeti színekben pompázó, ma is népszerű étel

A 17 000-es had éppen Agustín de Iturbide 38. születésnapján, 1821. szeptember 27-én indult el Tacubayából Chapultepecen át a fővárosba. Minden házat a nemzeti színek díszítettek, az ablakokból és az erkélyekről drága szőnyegeket lógattak ki, a nők ünnepi ruháikba öltöztek és legszebb ékszereiket vették fel. A városvezető ünnepélyesen átadta Mexikóváros kulcsait a fekete lovon érkező Iturbidének, a székesegyházban ünnepi misét tartottak, meghúzták a harangokat, a régi alkirályi palotában pedig egy kétszáz fős bált rendeztek. Az egekig magasztalt Iturbide és hadserege számára néhány pueblai apáca még egy különleges új finomságot is megalkotott: a chiles en nogadát, melyet a három új nemzeti színnek megfelelően zöld petrezselyem, fehér diókrém és piros gránátalma díszített.
Iturbide kiállt a palota erkélyére és ünnepélyes beszédében többek között ezeket mondta:
Mexikóiak! Már abban a helyzetben vagytok, hogy köszönthetitek a független hazát, ahogy azt Igualában is bejelentettem […] Már tudjátok a módját, hogyan legyetek szabadok, most nektek kell megmutatnotok, hogyan lehettek boldogok is. […] És ha úgy gondoljátok, a haza érdekében végzett munkámért jár valami cserébe, adjátok csupán azt, hogy alávetitek magatokat a törvénynek, hagyjátok, hogy visszatérjek szeretett családom keblére és időről időre emlékezzetek meg barátotokról.
Másnap reggel 8-kor összeült az Iturbide által korábban kinevezett 38 tagú ideiglenes kormányzati junta. Iturbide rövid beszéde után mindannyian a székesegyházba vonultak, ahol felesküdtek az Iguala-tervre és a córdobai egyezményre, majd egy rövid ülést tartottak, ahol Iturbidét a létrejövő régensséget vezető kormány elnökévé választották. Este 8-kor újra összeültek és aláírták az ország függetlenségét végleg elismerő dokumentumot, az Acta de Independencia del Imperio Mexicanót, lezárva ezzel a 11 éve tartó függetlenségi háborút. Bár az ezt követő első napokat még mindig az ünneplés jellemezte, hamarosan mindenki rádöbbent, hogy az ország gazdasága és kereskedelme mindeközben összeomlott.
A frissen létrejött Mexikó területe jóval nagyobb volt, mint ma. A csaknem ötmillió négyzetkilométeres ország délen egészen Costa Ricáig ért, északon pedig magába foglalta Kaliforniát, Új-Mexikót és Texast is.

## Spanyolország válasza
Spanyolország számára óriási veszteség volt a Korona ékkövének is nevezett Új-Spanyolország elvesztése. VII. Ferdinánd idején így a córdobai egyezményt nem is ismerték el, és a veracruzi San Juan de Ulúa-erődből sem vonultak ki az ott még magukat tartó spanyol csapatok, akik a még spanyol kézen maradt Kuba támogatásával évekig fenyegetést jelentettek a független Mexikóra és segédkeztek az országban maradt spanyol tőke kimenekítésében is. 1821 októberében innen kiindulva próbáltak meg egy hadjáratot indítani, de kísérletük kudarcba fulladt. Hasonló sorsra jutott egy 1822-ben Texcocóból induló királypárti mozgalom is: José Antonio Echávarri leverte őket.
A következő években főként a mexikói politikai élet balszárnyának, a yorkistáknak a támogatásával egyre nőtt a spanyolellenesség az országban, ami csak növelte a feszültséget: 1823-ban az akkor végrehajtó hatalmi szervnek nevezett intézmény hivatalosan is háborút deklarált Spanyolország ellen. A San Juan de Ulúa-erődből végül 1825-ben verték ki a maradék spanyol csapatokat.
1827-ben Joaquín Arenas atyát azzal vádolták meg, hogy összeesküvést szőtt az abszolutizmus visszaállításáért, ezért Gregorio Aranával együtt kivégezték, Pedro Celestino Negretét és José Antonio Echávarrit száműzték az országból, ezután pedig törvényt is hoztak az összes spanyol kitelepítéséről.
Az Ibériai-félszigeten eközben a helyzet megváltozott: a Szent Szövetség támogatását élvező és az új brit kormány beleegyezését is maga mellett tudó spanyolok hosszú viták után arról döntöttek, megkísérlik visszahódítani elvesztett mexikói területeiket. 1829. április 7-én adták ki azt a királyi rendeletet, amely Isidro Barradast bízta meg az útnak induló hadak vezetésével. Csapatai májusban érkeztek meg Havannába, ahol helyiek és New Orleansbe száműzött spanyolok is csatlakoztak hozzájuk. Bár már Guadalupe Victoria kormánya is értesült a fejleményekről, csak a következő, Guerrero-kormány idején került sor a támadásra.
A csapatok július 5-én indultak útnak. A flottát Ángel Laborda vezette, vezérhajója az El Soberano volt, emellett még hét fregatt, három brigantin (nagyobb részük nem hadi-, hanem kereskedelmi hajó) és néhány szállítóhajó alkotta, a gyalogság 3376 katonából állt. Bár egy vihar először szétszórta a hajókat, végül július 26-án kikötöttek Cabo Rojónál (Tamiahua mellett), innen Barradas észak felé, Tampico irányába indult, útközben felgyújtva a Pánuco déli partján épült La Barra-erődöt. Bár a környéken jelentős katonai ellenállásba nem ütközött, a lakosság részéről általános elutasításban részesült.
Guerrero elnök Antonio López de Santa Annát és Manuel Mier y Teránt bízta meg, hogy vegye fel a harcot Barradasszal. Santa Anna elfoglalta a Veracruzban horgonyzó hajókat, majd azokat saját embereivel megtöltve Tampico felé indult, eközben Terán a Cojo haciendában rendezkedett be, így Barradas két tűz közé került, ráadásul sárgalázjárvány is tizedelte csapatait.
Néhány kisebb csata után Santa Anna találkozott Baradasszal, hogy a megadásról tárgyaljon, de nem jutott eredményre. Szeptember 10-én Terán 900 emberrel rátámadt az utolsó spanyol kézen levő támaszpontra, a La Barra-erődre, amit 400 katona védelmezett, akik másnap az erőd feladására kényszerültek. Ezzel ért véget az utolsó visszahódítási kísérlet.
Spanyolország végül csak VII. Ferdinánd halála után, II. Izabella idején, 1836-ban ismerte el a córdobai egyezményt.

## A háború emlékezete

### Megemlékezések, ünnepek

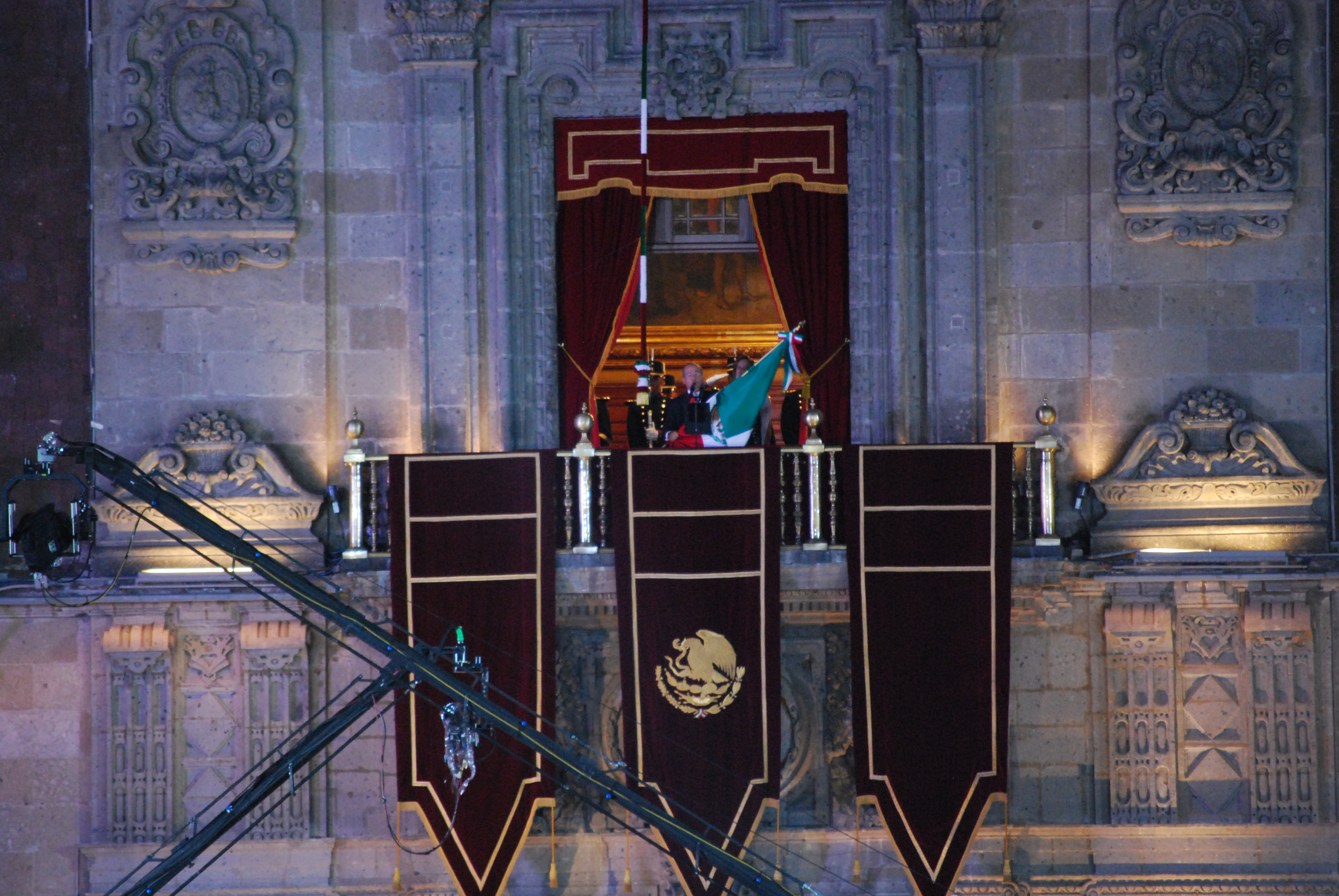
Felipe Calderón elnök 2010. szeptember 15-én ünnepi beszédet tart

A függetlenségi háború Mexikó történetének egyik legjelentősebb eseménye volt, a mexikóiak mindig is egyértelműen pozitívan tekintettek vissza rá.
Szeptember 16., a Grito de Dolores elhangzásának napja nemzeti ünnep Mexikóban. Már Morelos 1813-as Sentimientos de la Nación című írásában is kérte, hogy ez a nap legyen ünnepnap, a függetlenség kivívása és a császárság bukása után pedig ezt a törekvést törvénybe is iktatták. Guadalupe Victoria 1823-ban fényes ünnepséget tartott ezen a napon, és egy csapat rabszolgának is visszaadta szabadságát, de a rabszolgaság általános eltörlésére hivatalosan csak hat év múlva, szintén a függetlenség napjának alkalmából került sor Vicente Guerrero elnöksége idején. A következő két évszázadban is folyamatosan ünnepelték a háború kitörését, szinte minden évben elmaradhatatlanok voltak a tűzijátékok, a felvonulások és a szentmisék. Elterjedt hiedelem, hogy Porfirio Díaz elnök 15-ére akarta módosíttatni az ünnep napját, hogy egybeessen a saját születésnapjával, de csak annyi bizonyos, hogy már korábban is tartottak 15-én kezdődő, több napos ünnepélyeket.
Az 1910-es századik évfordulóra különlegesen nagyszabású ünnepségeket szerveztek. Porfirio Díaz már 1902-ben elrendelte egy Függetlenség-emlékmű felépítését Mexikóvárosban, de országszerte számos más épület avatását is az évfordulóra időzítették. (Igaz, nem mindegyik készült el időre, például a Törvényhozási Palota (Palacio Legislativo) és a Szépművészeti Palota sem.) Az ünnepség megszervezésére 1907-ben külön bizottság jött létre, a Comisión Nacional del Centenario („Centenáriumi Nemzeti Bizottság”), de létrehozták az egyes államok külön bizottságait és számos kisebb helyi kezdeményezést is, ezek összes taglétszáma 1910-re meghaladta a 17 000 főt. Pályázatot írtak ki egy centenáriumi himnusz megírására is, de a többször megismételt felhívásra beérkező 111 pályamunka egyikét sem találták elég jónak, ezért az esemény hivatalos himnusz nélkül maradt. A szervezők az egész 1910-es évet ünnepi évvé, a „Haza Évévé” nyilvánították, ezért már 1909. december 31-én éjfélkor a főváros összes harangjának megkondításával és katonazenekarok felvonulásával megkezdődtek a rendezvények, ezután egész évben folyamatosak voltak a megemlékezések, felvonulások, a vallási, művészeti és sportesemények. Szobrok, emlékművek, emléktáblák sorát avatták fel, utcák és terek sokaságát nevezték el a függetlenség hőseiről.
1925-ben a Függetlenség-emlékmű alapzatában kialakított mauzóleumban helyezték végső nyugalomra a függetlenségi háború legnagyobb alakjainak maradványait. Azóta is ott nyugszik Miguel Hidalgo y Costilla, Ignacio Allende, Juan Aldama, José Mariano Jiménez, José María Morelos, Mariano Matamoros, Guadalupe Victoria, Vicente Guerrero, Nicolás Bravo, Francisco Xavier Mina, Andrés Quintana Roo, Leona Vicario, Pedro Moreno González de Hermosillo és Víctor Rosales.
1960-ban, a 150. évfordulón Adolfo López Mateos az eredeti doloresi harangról 31 másolatot készíttetett, hogy azok minden egyes államban megszólalhassanak az ünnep alkalmából.
A 20. század elején már szokásban volt, hogy az elnök szeptember 15-i, este 11 órakor kezdődő beszédében a függetlenség hőseit ünnepli, és a doloresi kiáltáshoz hasonlóan ő maga is felkiált: „Éljen Mexikó! Éljen a függetlenség! Éljenek a hősök” – persze változó szöveggel: a későbbi elnökök (Lázaro Cárdenastól kezdve) általában valamilyen aktuálpolitikai vagy ideológiai tartalmú mondatokat is gyakran hozzáadtak, illetve néhány függetlenségi hős neve mellett olyanokéit is felsorolták, akiknek semmi közük nem volt a függetlenségi háborúhoz.
A 2010-es, kétszázadik évforduló egybeesett a forradalom kitörésének századik évfordulójával is, ezért még nagyobb szabású rendezvényeket tartottak. A szokásosnak mondható ünnepségek és megemlékezések sokasága mellett elindítottak egy világhálós honlapot is, ahol összegyűjtöttek minden lényeges információt a bicentenáriummal kapcsolatban, valamint történelmi ismeretterjesztő anyagokat is feltöltöttek rá mind felnőttek, mind gyermekek számára. Az évforduló alkalmából számos történelmi témájú könyvet is kiadtak, valamint emlékérméket és egy Hidalgót ábrázoló 200 peso értékű emlékbankjegyet is forgalomba hoztak.

### Nemzeti jelképek

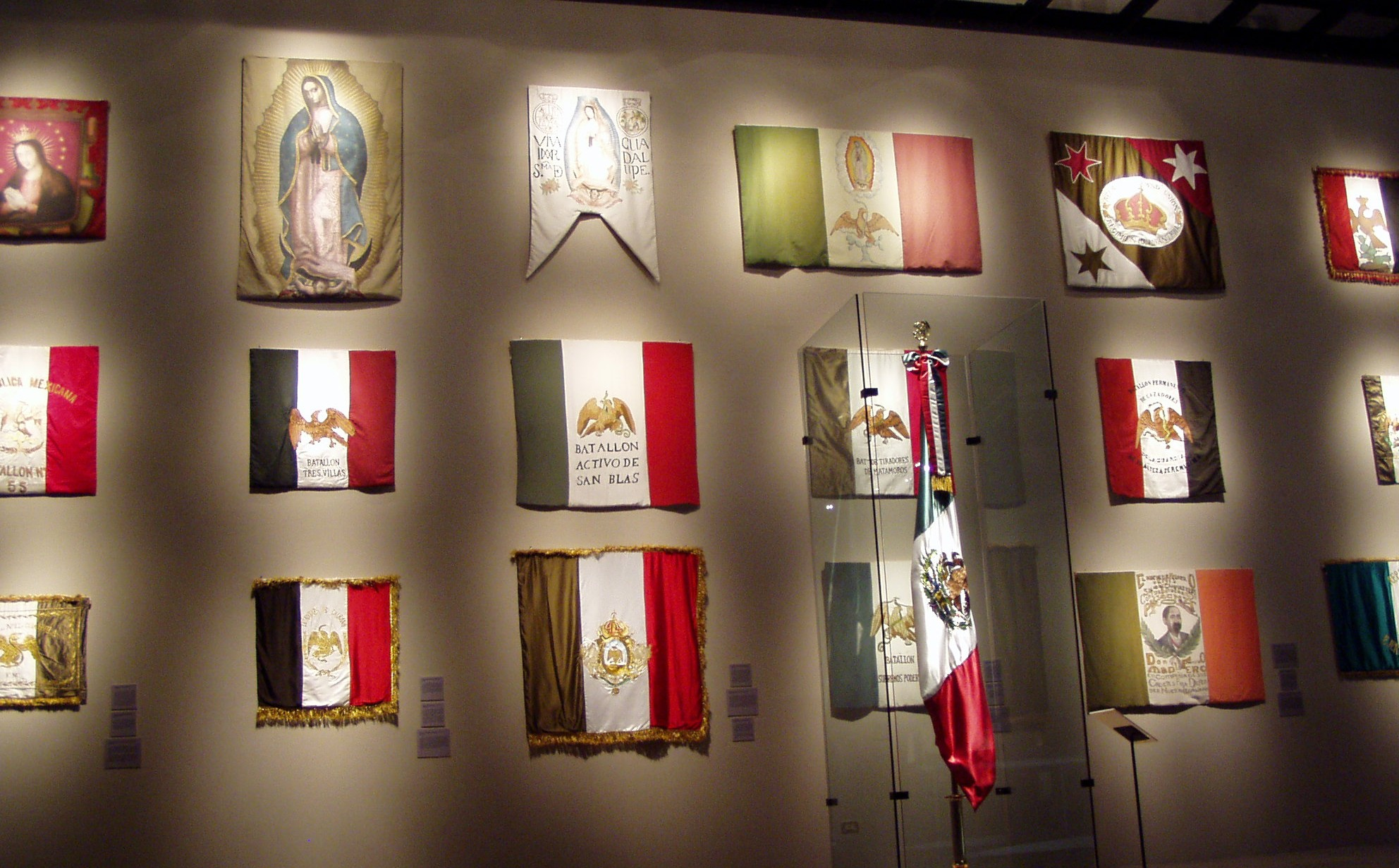
Régi zászlók a monterreyi történelmi múzeumban

Mexikó zászlaja is a függetlenségi háborúból ered. Az első zöld–fehér–piros zászlót José Magdaleno Ocampo szabómester készítette Iguala városában. Ezt a jelképet 1821. február 24-én, az Iguala-terv megjelenésének napján használták először, innen ered, hogy minden évben ezen a napon ünneplik a Zászló napját (Día de la Bandera) is. A városban ma emlékmű hirdeti, hogy ez a település a zászló szülőhelye, azon a helyen pedig, ahol először kibontották a lobogót, egy kis múzeum is felépült: a Museo a la Bandera. Az ország egy másik nemzeti jelképe, a mexikói himnusz is több utalást tartalmaz a háborúra, a teljes változat hetedik versszakában megjelenik az Iturbide név, a kilencedikben pedig Iguala.

### Földrajzi nevek
Mexikó mai 31 állama közül négy viseli egy-egy függetlenségi harcos nevét: Guerrero (1849-től) Hidalgo, Morelos (ez a kettő 1869-től) és Quintana Roo (a terület nevét már 1902-ben megkapta, de önálló államként csak 1974-től létezik). Emellett számos várost és falut is elneveztek a háború hőseiről vagy magáról a függetlenségről és az ahhoz köthető fogalmakról: Hidalgo és Morelos neve például több mint 400–400 település nevében bukkan fel, de Guerreróé is közel ennyiében, az Independencia (függetlenség) szó pedig csaknem 150-ében. Ezek között olyan jelentős városok is megtalálhatók, mint Ecatepec de Morelos, Victoria de Durango (Guadalupe Victoria után), Heroica Matamoros, Poza Rica de Hidalgo, Iguala de la Independencia vagy éppen Apatzingán de la Constitución (az apatzingáni alkotmány után), sőt, Dolorest egyenesen a „nemzeti függetlenség bölcsőjének” keresztelték el, a város teljes neve ma ugyanis Dolores Hidalgo Cuna de la Independencia Nacional. Valladolidot, Morelos szülővárosát Moreliára keresztelték át és Mexikóváros egyik kerülete is a Miguel Hidalgo nevet viseli.

### Múzeumok
Országszerte több múzeum is foglalkozik a függetlenséggel, az egyik leghíresebb a Dolores Hidalgóban található Nemzeti Függetlenség Múzeuma (Museo de la Independencia Nacional), de számos település helytörténeti múzeumában is láthatók a témával kapcsolatos emlékek. A harc legjelentősebb személyiségeinek szülő- vagy lakóházaiban (például José María Morelos, Ignacio López Rayón, Ignacio Allende) vagy olyan épületekben, melyek a hősökhöz más módon kötődnek, gyakran rendeztek be múzeumokat.

### Képzőművészeti és irodalmi alkotások

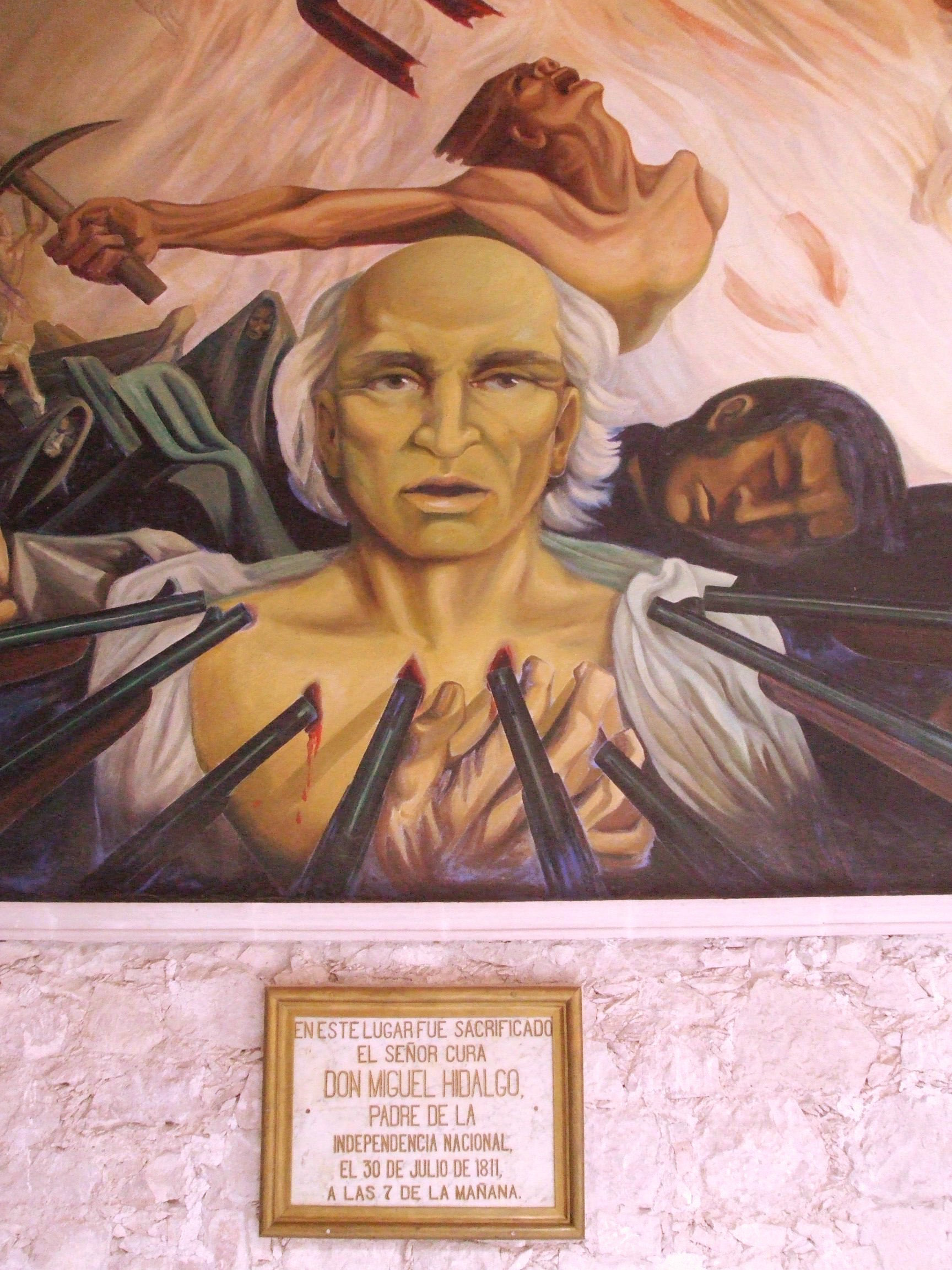
Falfestmény Hidalgo kivégzésének helyszínén, Chihuahuában

Nem csak szobrok és emlékművek, hanem számos más műalkotás: festmények, regények, filmek és rajzfilmek is készültek a függetlenségi háborúról. Bár a mexikói muralizmus fő témái inkább a forradalom köré csoportosultak, születtek függetlenséggel kapcsolatos falfestmények is.
A történelmi regényírásnak ugyan nincsenek nagy hagyományai az országban, mégis már a 19. századtól kezdve jelentek meg a függetlenség témájával foglalkozó alkotások. (Sőt, az első mexikói regény éppen a háború alatt keletkezett: az El periquillo sarnientót 1816-ban írta José Joaquín Fernández de Lizardi, aki aktívan részt vett a függetlenségi mozgalomban is. Igaz, ennek a regénynek a témája még nem a háború.) Az első két jelentősebb, a függetlenség történetével foglalkozó irodalmi mű Juan Antonio Mateos Sacerdote y caudillo és Los insurgentes című könyve volt, amelyek 1869-ben jelentek meg. Később pedig számos más hasonló témájú alkotás is íródott, például Jorge Ibargüengoitia Los pasos de López című humoros műve (1982), Reinaldo Arenas Servando Teresa de Mier életéről szóló könyve, az El mundo alucinante (1969), Silvia Molina Mariano Matamorosszal kapcsolatos Matamoros, el resplandor de la batalla című regénye, Pedro Ángel Palou García Morelos, morir es nada című munkája José María Morelosról és Carlos Pascual Quiroz Leona Vicarióról szóló könyve, a La insurgenta. Néhány színpadi mű is született ebben a témában, például Vicente Leñero Martirio de Morelos című drámája.

### Filmek, televíziós sorozatok
A függetlenség témájával már a filmtörténet első éveiben elkezdtek foglalkozni. Az első ismert alkotások a francia Carlos Mongrand nevéhez fűződnek, aki 1904-ben Aguascalientesben és San Luis Potosíban is bemutatott néhány történelemmel kapcsolatos rövid mozgóképet, témái között Hidalgo és Morelos is szerepelt. Hamarosan készült néhány felvétel egy-egy szeptember 16-i ünnepségről is, 1907-ben pedig a The American Amusement Co. kezdett bele a Felipe de Jesús Haro által rendezett El grito de Dolores o La independencia de México című film elkészítésébe. 1916-ban Carlos Martínez de Arredondo y Castro és Manuel Cirerol Sansores újabb filmet készített 1810 o ¡Los libertadores! címmel, ami az első Mexikóban forgatott nagyjátékfilm volt. Az 1921-es függetlenségi ünnepségsorozatokról is készült néhány dokumentumfilm, a következő évtizedekben pedig egyre több filmet készítettek a függetlenségről és annak hőseiről. 1942-ben mutatták be a La virgen que forjó una patria című alkotást, 1943-ban a Morelosról szóló El padre Morelost és El rayo del surt, 1968-ban indult útjára a Los caudillos című sorozat, 1976-ban jelent meg a Francisco Xavier Mina életét feldolgozó Mina, viento de libertad, 2010-ben a Héroes verdaderos című rajzfilm és az Hidalgo, la historia jamás contada, 2011-ben pedig az El baile de San Juan. A 20. század végétől a függetlenség témájával foglalkozó teleregénysorozatok is megjelentek a képernyőn: először 1996-ban sugározták a La antorcha encendidát, 2010-ben a Gritos de muerte y libertadot és az ugyancsak 2010-ben a Héroes de carne y huesót.

### Egyéb
A ma forgalomban levő mexikói peso érméi ugyan nem ábrázolnak függetlenséggel kapcsolatos témákat, de a bankjegyek közül kettő igen: az 50 peso értékűn José María Morelos, az 1000 peso értékűn Miguel Hidalgo arcképe szerepel.
Az Agustín de Ituribde tiszteletére megalkotott chiles en nogada nevű, a nemzeti színeknek megfelelően zöld petrezselyemmel, fehér diókrémmel és piros gránátalmával díszített étel ma is népszerű, főként a szeptemberi ünnepek alkalmával, amikor minden étterem étlapján szinte „kötelezően” megtalálható.
A mexikói zászlóhoz hasonlóan zöld–fehér–piros színezetű trogon mexicanus nevű madarat a függetlenségi háború lezárása után néhány évvel fedezték fel, népszerű nevei: pájaro bandera („zászlómadár”) és tres garantías („három garancia” – az Iguala-tervre és a hadseregre utalva). A madár egyfajta „nemzeti madárrá” is vált Mexikóban, szerepel a 2010-ben, a függetlenségi mozgalom születésének 200. évfordulóján kiadott emléknaptár 12 jellegzetes élőlénye között is.